# Списак ликова у серији Ред и закон: Одељење за специјалне жртве

Ред и закон: Одељење за специјалне жртве, огранак криминалистичке драме Ред и закон, прати детективе који раде у "Одељењу за специјалне жртве" у 16. испостави Секретаријата унутрашњих послова града Њујорка, одељењу која се усредсређује на злочине међу којима су силовање, Напаствовање и злостављање деце, као и сваки злочин који је слабо повезан са било којим од ова три, као што су насиље у породици, отмице и занемаривање деце. Од свог почетка у септембру 1999. године, серија је прати каријеру Оливије Бенсон и како напредује од чина детективке, радећи са ортаком (у почетку Елиот Стаблер, а касније Ник Амаро), преко нареднице и поручнице, када је заменила Доналда Крејгена на месту надређеног ОСЖ-а, а затим до капетанке. Одељење такође има тужиоца додељеног из Окружног тужиоца и често комуницира са специјалистима судске медицине и психијатрима.
Као и у серији "Ред и закон", и овде постоје глумци који су у главној постави девет или више сезона, а то су:
- Крис Мелони као Елиот Стаблер (сезоне 1−12)
- Маришка Харгитеј као Оливија Бенсон (сезоне 1− )
- Ричард Белзер као Џон Манч (сезоне 1−15)
- Ден Флорек као Доналд Крејген (сезоне 1−15)
- Ајс Ти као Одафин Тутуола (сезоне 2− )
- Б. Д. Вонг као др. Џорџ Хуанг (сезоне 4−12)
- Кели Гидиш као Аманда Ролинс (сезона 13−24)
- Питер Сканавино као Доминик Кариси мл. (сезоне 16− )

Неколико чланова главне поставе се појавило и у другим НБЦ-овим серијама. Стаблер је главни лик и у серији Ред и закон: Организовани криминал, а појављивао се и у серијама Ред и закон и Ред и закон: Суђење пред поротом, Крејген је био главни лик и у серији Ред и закон у прве три сезоне и појавио се у огранку Ред и закон: Организовани криминал, а Манч је био главни лик и у серији Одељење за убиства: Живот на улици и појавио се епизодно у серијама Развој хапшења, Борба и Досије Икс и у серији канала ХБО Доушници, а Каботова је била главни лик у серији Пресуда. Бенсонова се појављивала у серијама Ред и закон, Ред и закон: Суђење пред поротом и Ред и закон: Организовани криминал, Фин у серијама Ред и закон и Ред и закон: Организоани криминал, Кејси Новак и Мелинда Ворнер у серији Ред и закон: Суђење пред поротом, а Барба, Кариси и Гарланд у серији Ред и закон: Организовани криминал. Такође, Бенсонова, Фин, др. Ворнер, Амаро, Ролинсова и Кариси су се појавили и у неким серијама из франшизе "Чикаго" (Чикашки СУП и Чикашки пламен).

## Преглед
| Глумац                  | Лик                | Сезоне | Сезоне   | Сезоне   | Сезоне   | Сезоне   | Сезоне   | Сезоне | Сезоне | Сезоне | Сезоне | Сезоне | Сезоне | Сезоне   | Сезоне   | Сезоне   | Сезоне   | Сезоне   | Сезоне | Сезоне | Сезоне | Сезоне | Сезоне   | Сезоне   | Сезоне   | Сезоне   | Сезоне   |
| Глумац                  | Лик                | 1      | 2        | 3        | 4        | 5        | 6        | 7      | 8      | 9      | 10     | 11     | 12     | 13       | 14       | 15       | 16       | 17       | 18     | 19     | 20     | 21     | 22       | 23       | 24       | 25       | 26       |
| ----------------------- | ------------------ | ------ | -------- | -------- | -------- | -------- | -------- | ------ | ------ | ------ | ------ | ------ | ------ | -------- | -------- | -------- | -------- | -------- | ------ | ------ | ------ | ------ | -------- | -------- | -------- | -------- | -------- |
| Крис Мелони             | Елиот Стаблер      | Главни | Главни   | Главни   | Главни   | Главни   | Главни   | Главни | Главни | Главни | Главни | Главни | Главни |          |          |          |          |          |        |        |        |        | Епизодни | Епизодни | Епизодни |          | Г        |
| Мариска Харгитеј        | Оливија Бенсон     | Главни | Главни   | Главни   | Главни   | Главни   | Главни   | Главни | Главни | Главни | Главни | Главни | Главни | Главни   | Главни   | Главни   | Главни   | Главни   | Главни | Главни | Главни | Главни | Главни   | Главни   | Главни   | Главни   | Главни   |
| Ричард Белзер           | Џон Манч           | Главни | Главни   | Главни   | Главни   | Главни   | Главни   | Главни | Главни | Главни | Главни | Главни | Главни | Главни   | Главни   | Главни   |          | Г        |        |        |        |        |          |          |          |          |          |
| Ден Флорек              | Доналд Крејген     | Главни | Главни   | Главни   | Главни   | Главни   | Главни   | Главни | Главни | Главни | Главни | Главни | Главни | Главни   | Главни   | Главни   | Г        |          |        |        |        |        |          | Г        |          |          |          |
| Мишел Хрд               | Моник Џефрис       | Главни | Главни   |          |          |          |          |        |        |        |        |        |        |          |          |          |          |          |        |        |        |        |          |          |          |          |          |
| Ајс Ти                  | Фин Тутуола        |        | Главни   | Главни   | Главни   | Главни   | Главни   | Главни | Главни | Главни | Главни | Главни | Главни | Главни   | Главни   | Главни   | Главни   | Главни   | Главни | Главни | Главни | Главни | Главни   | Главни   | Главни   | Главни   | Главни   |
| Стефани Марч            | Александра Кабот   |        | Главни   | Главни   | Главни   | Главни   | Г        |        |        |        | Е      | Г      |        | Е        |          |          |          |          |        | Г      |        |        |          |          |          |          |          |
| Б. Д. Вонг              | Џорџ Хуанг         |        | Епизодни | Епизодни | Главни   | Главни   | Главни   | Главни | Главни | Главни | Главни | Главни | Главни | Гост     | Гост     | Гост     |          | Г        |        |        |        |        |          |          |          |          |          |
| Дајен Нил               | Кејси Новак        |        |          |          |          | Главни   | Главни   | Главни | Главни | Главни |        |        | Г      | Е        |          |          |          |          |        |        |        |        |          |          |          |          |          |
| Тамара Тјуни            | Мелинда Ворнер     |        | Епизодни | Епизодни | Епизодни | Епизодни | Епизодни | Главни | Главни | Главни | Главни | Главни | Главни | Епизодни | Епизодни | Епизодни | Епизодни | Епизодни |        | Г      |        | Г      | Е        | Г        |          |          |          |
| Адам Бич                | Честер Лејк        |        |          |          |          |          |          |        | Е      | Г      |        |        |        |          |          |          |          |          |        |        |        |        |          |          |          |          |          |
| Микајла Мекманус        | Ким Грејлек        |        |          |          |          |          |          |        |        |        | Г      |        |        |          |          |          |          |          |        |        |        |        |          |          |          |          |          |
| Дени Пино               | Ник Амаро          |        |          |          |          |          |          |        |        |        |        |        |        | Главни   | Главни   | Главни   | Главни   |          |        |        |        |        |          | Г        |          |          |          |
| Кели Гидиш              | Аманда Ролинс      |        |          |          |          |          |          |        |        |        |        |        |        | Главни   | Главни   | Главни   | Главни   | Главни   | Главни | Главни | Главни | Главни | Главни   | Главни   | Главни   | Епизодни | Епизодни |
| Раул Еспарза            | Рафаел Барба       |        |          |          |          |          |          |        |        |        |        |        |        |          | Е        | Главни   | Главни   | Главни   | Главни | Главни |        | Гост   | Гост     | Гост     |          |          |          |
| Питер Сканавино         | Доминик Кариси мл. |        |          |          |          |          |          |        |        |        |        |        |        |          |          |          | Главни   | Главни   | Главни | Главни | Главни | Главни | Главни   | Главни   | Главни   | Главни   | Главни   |
| Филип Винчестер         | Питер Стоун        |        |          |          |          |          |          |        |        |        |        |        |        |          |          |          |          |          |        | Главни | Главни |        |          |          |          |          |          |
| Џејми Греј Хајдер       | Катриона Тамин     |        |          |          |          |          |          |        |        |        |        |        |        |          |          |          |          |          |        |        |        | Главни | Главни   | Главни   |          |          |          |
| Демор Барнс             | Кристијан Гарланд  |        |          |          |          |          |          |        |        |        |        |        |        |          |          |          |          |          |        |        |        | Е      | Главни   | Главни   |          |          |          |
| Октавио Писано          | Џо Веласко         |        |          |          |          |          |          |        |        |        |        |        |        |          |          |          |          |          |        |        |        |        |          | Главни   | Главни   | Главни   | Главни   |
| Кевин Кејн              | Тери Бруно         |        |          |          |          |          |          |        |        |        |        |        |        |          |          |          |          |          |        |        |        |        |          |          | Епизодни | Епизодни | Г        |
| Џулијана Ејден Мартинез | Кејт Силва         |        |          |          |          |          |          |        |        |        |        |        |        |          |          |          |          |          |        |        |        |        |          |          |          |          | Г        |

## Ликови

### Елиот Стејблер
Елиот Стејблер је био виши детектив у 16. станици на Менхетну, познатијој и као Одељење за специјалне жртве, која истражује сексуалне злочине. Он је један од оригиналних чланова тима. Стаблер је бивши морнар и посвећен детектив, има 97 посто затворених случајева, али његова посвећеност може да се претвори у опсесију и да га изазове да лично преузме случајеве. Његова посвећеност послу га је начинила метом за неколико БУК-ових истрага у току своје 12-годишње каријере у одељењу. На почетку серије, ожењен је и има четворо деце. Раздвајао се од своје супруге Кејти током 7. и 8. сезоне, али су се помирили након што је она затруднела са својим петим дететом. Елиот је католик, што понекад компликује случајеве на којима ради, али му и помаже да формира блиско пријатељство са ПОТ Новак. Његова партнерка је Оливија Бенсон са којом је уопште има добар радни однос, али то није без тензија и трења, поготово у току 7. и 8. сезоне када су раздвојени као партнери на неко време. Капетан Крејген је натерао оба детективи да разговарају са психијатром, др. Ребеком Хендрикс, како би се утврдило да ли могу да наставе да раде као партнери. Др Хендрикс је рекла Крејгену да треба да их раздвоји само ако жели да изгуби два најбоља детектива.
На почетку тринаесте сезоне је откривено да је Стејблер дао отказ.

### Оливија Бенсон
Оливија Бенсон је детектив на Менхетну у Одељењу за специјалне жртве, у којем истражује сексуалне злочине. Она је, пре свега, у партнер Елиота Стаблера, све док он није отишао након 12. сезоне. Она је јака, емпатична и потпуно посвећена свом послу, до те мере да понекад изгледа као да има јако малог личног живота. Њена посвећеност понекад донесе праву пустош на њеном емотивном стању јер саосећа са жртвама сексуалног злостављања, пошто је као мала силована, а касније је била жртва сексуалног злостављања док је била на тајном задатку у 9. сезони. Она је дозволила да саосећа са жртвама злостављања и понекад је то утицало на професионално расуђивање и ометало њену способност да остане непристрасна. 
У 13. сезони детективи Бенсон и Тутуола су виши детективи у станици. Током првих неколико епизода 13. сезоне она се борила да изађе на крај са одласком Стаблера тако што је више оштра и полемичка, као што се види када је напала ПОТ Новак јер је "изгубила живце", након што је Новакова рекла да је Бенсон "ван". Њен други партнер од 13. до 16. сезоне је био Ник Амаро, али се види и да ради са Тутуолом и детективком Амандом Ролинс с времена на време.
Након пензионисања наредника Манча почетком 15. сезоне, капетан Крејген јој препоручује да треба да полаже испит за наредника, као и да је сада она његова десна рука. У епизоди, "Анониман силоватељ", она најављује да има положен испит и да је званично наредник. Након Крејгеновог одласка у пензију, она постаје вд шеф одељења док је накнадно унапређена у поручника у 17. сезони и званично преузима команду над јединицом. На крају 15. сезоне је постала удомитељка Нои Портеру, а формално га је усвојила на крају 16. сезоне.
Била је талац у току 17. сезоне (у епизоди "Кућни инцидент"), али је спашена неповређена. Убрзо након тога, она је започела везу са капетаном УБК-а Едом Такером.

### Мелинда Ворнер
Др. Мелинда Ворнер је специјалисткиња судске медицине из Њујорка и један од највећих савезника ОСЖ-а. Иако је првобитно била епизодни лик, она је постала главни лик у 7. сезони и на том месту остала до 12. сезоне. Поново је постала епизодни у 13. сезони. У епизоди "Бљесак" у 7. сезони, она је постала непосредно укључена у напоре за спасавање осмогодишње жртве отмице којој је управо дијагностикована леукемија. Ворнерова је са детективом Стаблером држана као таокиња у банци у којој је отац таоца управник. Када је отмичар захтевао од детектива Стаблера да изађе из пословнице, он је дао Ворнеровој свој други пиштољ који је она касније употребила да упуца отмичара како би га спречила да изврши самоубиство уз помоћ полицајца. У епизоди „Штета“ у 9. сезони, она користи своје здравствене вештине да дијагностикује прошло мучење код жртве и преузме вођство у покретању случаја за кривично гоњење одговорног лекара. У последњој епизоди 11. сезони "Распад", она је била таокиња у сопственој мртвачници са детективком Бенсоновом и ПОТ Марло и ранила ју је жена која их је држала као таоце. Она је рекла Бенсоновој о техникама спасавања живота пре него што ју је жена пусти да оде како би јој била пружена права здравствена помоћ. Она је веома омиљена у екипи ОСЖ-а, иако се накратко расправљала са Стаблером када ју је он оптужио да је покварила ДНК испитивање на Бенсоновој од чега се очекивало да ће је ослободити од убиства пре него што је открила да је ДНК намерно измењен како би Бенсонова изгледала крива. Служила је као лекарка у Америчком ваздухопловству током Заливског рата. Удата је и има ћерку.

### Катриона „Кат” Тамин
Детективка Катриона „Кат“ Тамин је уведена на почетку 21. сезоне у епизоди „Направићу од тебе звезду“. Пошто је радила на тајном задатку са потпредседником њујоршке полиције, Бенсонова ју је позвала да помогне ОСЖ-у у изградњи случаја против утицајног медијског могула. У каснијој епизоди „Терет наших избора“, она прелази у Бенсонин одред као детективка на обуци и ставља се под надзор Фина и Ролинсове. Понекад се понаша непромишљено и противно наређењима, образац понашања који се тиче Бенсонове.
Тамин је бисексуалка.
У 22. сезони, када су Тутуола и Тамин шетали да прославе са наредником Бејкером и Бенсоновом, он је случајно открио да је Кат коначно унапређена у детективку и да ће да прославе њено унапређење.
Септембра 2021. године објављено је да ће Џејми Греј Хајдер напустити серију након друге епизоде 23. сезоне.

## Епизодни ликови

### Из СУП-а
| Лик                                 | Глумац                | Године                        | Сезоне          | Сезоне          | Сезоне          | Сезоне          | Сезоне          | Сезоне          | Сезоне          | Сезоне          | Сезоне          | Сезоне          | Сезоне          | Сезоне          | Сезоне          | Сезоне          | Сезоне          | Сезоне          | Сезоне          | Сезоне          | Сезоне          | Сезоне          | Сезоне          | Сезоне          | Сезоне          | Бр. епизода | Белешке                                                                                         |
| Лик                                 | Глумац                | Године                        | 1               | 2               | 3               | 4               | 5               | 6               | 7               | 8               | 9               | 10              | 11              | 12              | 13              | 14              | 15              | 16              | 17              | 18              | 19              | 20              | 21              | 22              | 23              | Бр. епизода | Белешке                                                                                         |
| ----------------------------------- | --------------------- | ----------------------------- | --------------- | --------------- | --------------- | --------------- | --------------- | --------------- | --------------- | --------------- | --------------- | --------------- | --------------- | --------------- | --------------- | --------------- | --------------- | --------------- | --------------- | --------------- | --------------- | --------------- | --------------- | --------------- | --------------- | ----------- | ----------------------------------------------------------------------------------------------- |
| Детектив/позорник Брајан Кесиди     | Дин Винтерс           | 1999–00, 12–14, 18            |                 | Не појављује се | Не појављује се | Не појављује се | Не појављује се | Не појављује се | Не појављује се | Не појављује се | Не појављује се | Не појављује се | Не појављује се | Не појављује се | Повратна        | Повратна        | Повратна        | Не појављује се | Не појављује се | Не појављује се |                 |                 | Не појављује се | Не појављује се | Не појављује се | 33          | ОСЖ (сезона 1), Тужилаштво (сезоне 13–14) БУК (сезона 15), истражитељ тужилаштва (сезоне 19−20) |
| Детектив Кен Бриско                 | Крис Орбак            | 1999–00                       |                 | Не појављује се | Не појављује се | Не појављује се | Не појављује се | Не појављује се | Не појављује се | Не појављује се | Не појављује се | Не појављује се | Не појављује се | Не појављује се | Не појављује се | Не појављује се | Не појављује се | Не појављује се | Не појављује се | Не појављује се | Не појављује се | Не појављује се | Не појављује се | Не појављује се | Не појављује се | 11          | Одељење за специјалне жртве                                                                     |
| Начелник Лајл Морис                 | Џон Драјвер           | 2000                          | Не појављује се |                 | Не појављује се | Не појављује се | Не појављује се | Не појављује се | Не појављује се | Не појављује се | Не појављује се | Не појављује се | Не појављује се | Не појављује се | Не појављује се | Не појављује се | Не појављује се | Не појављује се | Не појављује се | Не појављује се | Не појављује се | Не појављује се | Не појављује се | Не појављује се | Не појављује се | 2           |                                                                                                 |
| Техничар ОТП-а Рубен Моралес        | Џоел де ла Фуенте     | 2002–2011                     | Не појављује се | Не појављује се | Повратна        | Повратна        | Повратна        | Повратна        | Повратна        | Повратна        | Повратна        | Повратна        | Повратна        | Повратна        | Не појављује се | Не појављује се | Не појављује се | Не појављује се | Не појављује се | Не појављује се | Не појављује се | Не појављује се | Не појављује се | Не појављује се | Не појављује се | 52          | Одељење за техничку подршку                                                                     |
| Наредник/поручник/ капетан Ед Такер | Роберт Џон Бурк       | 2002–04, 07–09, 11, 13–17, 20 | Не појављује се | Не појављује се | Повратна        | Повратна        | Повратна        | Не појављује се | Не појављује се | Повратна        | Повратна        | Повратна        | Повратна        | Повратна        | Не појављује се | Повратна        | Повратна        | Повратна        | Повратна        | Повратна        | Не појављује се | Не појављује се | Повратна        | Не појављује се | Не појављује се | 30          | Биро за унутрашњу контролу                                                                      |
| Позорник Робинс                     | Вилијам Х. Брнс       | 2002, 04–06                   | Не појављује се | Не појављује се |                 | Не појављује се | Повратна        | Повратна        | Повратна        | Не појављује се | Не појављује се | Не појављује се | Не појављује се | Не појављује се | Не појављује се | Не појављује се | Не појављује се | Не појављује се | Не појављује се | Не појављује се | Не појављује се | Не појављује се | Не појављује се | Не појављује се | Не појављује се | 6           |                                                                                                 |
| Позорница Рамирез                   | Донета Лавинија Грејс | 2003–07                       | Не појављује се | Не појављује се | Не појављује се | Не појављује се | Повратна        | Повратна        | Повратна        | Не појављује се |                 | Не појављује се | Не појављује се | Не појављује се | Не појављује се | Не појављује се | Не појављује се | Не појављује се | Не појављује се | Не појављује се | Не појављује се | Не појављује се | Не појављује се | Не појављује се | Не појављује се | 7           |                                                                                                 |
| Шеф детектива Малдру                | Џон Шак               | 2004–05, 07–10                | Не појављује се | Не појављује се | Не појављује се | Не појављује се | Не појављује се | Повратна        | Повратна        | Повратна        | Повратна        | Не појављује се |                 | Не појављује се | Не појављује се | Не појављује се | Не појављује се | Не појављује се | Не појављује се | Не појављује се | Не појављује се | Не појављује се | Не појављује се | Не појављује се | Не појављује се | 8           |                                                                                                 |
| Детектив Мајк Сандовал              | Николас Гонзалез      | 2004–05                       | Не појављује се | Не појављује се | Не појављује се | Не појављује се | Не појављује се |                 | Не појављује се | Не појављује се | Не појављује се | Не појављује се | Не појављује се | Не појављује се | Не појављује се | Не појављује се | Не појављује се | Не појављује се | Не појављује се | Не појављује се | Не појављује се | Не појављује се | Не појављује се | Не појављује се | Не појављује се | 2           | Одељење за наркотике                                                                            |
| Детективка Данијел Бек              | Кони Нилсен           | 2006                          | Не појављује се | Не појављује се | Не појављује се | Не појављује се | Не појављује се | Не појављује се | Не појављује се |                 | Не појављује се | Не појављује се | Не појављује се | Не појављује се | Не појављује се | Не појављује се | Не појављује се | Не појављује се | Не појављује се | Не појављује се | Не појављује се | Не појављује се | Не појављује се | Не појављује се | Не појављује се | 6           | Одељење за специјалне жртве                                                                     |
| Детектив Џо Дума                    | Скот Вилијам Винтерс  | 2011, 13, 15                  | Не појављује се | Не појављује се | Не појављује се | Не појављује се | Не појављује се | Не појављује се | Не појављује се | Не појављује се | Не појављује се | Не појављује се | Не појављује се | Не појављује се |                 |                 | Не појављује се | Не појављује се |                 | Не појављује се | Не појављује се | Не појављује се | Не појављује се | Не појављује се | Не појављује се | 4           | Бруклиншко Одељење за наркотике                                                                 |
| Капетан Стивен Харис                | Адам Болдвин          | 2012                          | Не појављује се | Не појављује се | Не појављује се | Не појављује се | Не појављује се | Не појављује се | Не појављује се | Не појављује се | Не појављује се | Не појављује се | Не појављује се | Не појављује се | Не појављује се |                 | Не појављује се | Не појављује се | Не појављује се | Не појављује се | Не појављује се | Не појављује се | Не појављује се | Не појављује се | Не појављује се | 3           | Одељење за специјалне жртве                                                                     |
| Наредник Кол Дрејпер                | Мајкл Потс            | 2012, 14–16                   | Не појављује се | Не појављује се | Не појављује се | Не појављује се | Не појављује се | Не појављује се | Не појављује се | Не појављује се | Не појављује се | Не појављује се | Не појављује се | Не појављује се | Не појављује се |                 |                 | Не појављује се |                 | Не појављује се | Не појављује се | Не појављује се | Не појављује се | Не појављује се | Не појављује се | 6           | Биро за унутрашњу контролу                                                                      |
| Заменик начелника Хенк Абрахам      | Џош Пејс              | 2013–16                       | Не појављује се | Не појављује се | Не појављује се | Не појављује се | Не појављује се | Не појављује се | Не појављује се | Не појављује се | Не појављује се | Не појављује се | Не појављује се | Не појављује се | Не појављује се | Не појављује се | Повратна        | Повратна        | Повратна        | Не појављује се | Не појављује се | Не појављује се | Не појављује се | Не појављује се | Не појављује се | 7           | Односи с' јавношћу                                                                              |
| Поручник Деклан Марфи               | Доналд Лог            | 2014–15, 21                   | Не појављује се | Не појављује се | Не појављује се | Не појављује се | Не појављује се | Не појављује се | Не појављује се | Не појављује се | Не појављује се | Не појављује се | Не појављује се | Не појављује се | Не појављује се | Не појављује се | Повратна        | Повратна        | Повратна        | Не појављује се | Не појављује се | Не појављује се | Не појављује се | Не појављује се | Повратна        | 9           | Одељење за специјалне жртве                                                                     |
| Заменник начелник Вилијам Додс      | Питер Галагер         | 2014–                         | Не појављује се | Не појављује се | Не појављује се | Не појављује се | Не појављује се | Не појављује се | Не појављује се | Не појављује се | Не појављује се | Не појављује се | Не појављује се | Не појављује се | Не појављује се | Не појављује се | Не појављује се | Повратна        | Повратна        | Повратна        | Повратна        | Повратна        | Повратна        | Не појављује се | Не појављује се | 12          | Шеф свих Одељења за специјалне жртве СУП-а                                                      |
| Наредник Мајк Додс                  | Енди Карл             | 2015–16                       | Не појављује се | Не појављује се | Не појављује се | Не појављује се | Не појављује се | Не појављује се | Не појављује се | Не појављује се | Не појављује се | Не појављује се | Не појављује се | Не појављује се | Не појављује се | Не појављује се | Не појављује се | Не појављује се |                 | Не појављује се | Не појављује се | Не појављује се | Не појављује се | Не појављује се | Не појављује се | 14          | Одељење за специјалне жртве                                                                     |
| Детектив Френк Бучи                 | Николас Туртуро       | 2019–20                       | Не појављује се | Не појављује се | Не појављује се | Не појављује се | Не појављује се | Не појављује се | Не појављује се | Не појављује се | Не појављује се | Не појављује се | Не појављује се | Не појављује се | Не појављује се | Не појављује се | Не појављује се | Не појављује се | Не појављује се | Не појављује се | Не појављује се | Повратна        | Повратна        | Не појављује се | Не појављује се | 3           |                                                                                                 |

Брајан Кесиди
Кен Бриско
Детектив Кенет "Кен" Бриско, кога тумачи Крис Орбак (сезона 1) је братанац детектива Одељења за убиства 27. Испоставе Ленија Брискоа (Џери Орбак (Крис је његов син)). Кен Бриско је био више додатни детектив у ОСЖ-у консултујући о случајевима детективе Бенсонову, Стаблера, Манча и Џефрисову. У епизоди "Право" радио је са својим стрицем Ленијем. Није познато шта се догодило Кену Бриску после његовог последњег појављивања у епизоди „Контакт“. Лик је требало да се врати после више од дванаест година у епизоди „Бдење на Менхетну“ у бљесковима из прошлости. Међутим, током коначног монтирања епизоде, Дик Волф је известио да су призори лика уклоњени.
Рубен Моралес
Рубен Моралес је техничар Одељења за техничку помоћ СУП-а који је помагао екипи ОСЖ-а у истрагама које су укључивале рачунарске или видео доказе. Појавио се у 52 епизоде од 3. до 12. сезоне. У епизоди "Мрежа" 7. сезоне, Моралес преузима приступ у истрази интернет порнографске странице. Због сопствене кривице због силовање своје сестричине од стране интернет грабљивца, Моралес је набоо једног од осумњичених у соби за саслушање чиме је угрозио детективима случај.
Ед Такер
Ед Такер је службеник Бироа за унутрашњу контролу СУП-а који је често био задужен да испитује екипу ОСЖ-а кад год постоји тврдња о недоличном понашању. Појавио се у 21 епизоди током трајања серије, почевши од епизоде „Кривотворина“ 3. сезоне. Покренуо је бројне истраге о детективима Стаблеру, Бенсоновој, Амару и Ролинсовој и често се свађао са капетаном Крејгеном. Такер је првобитно представљен као наредник, али је касније унапређен у поручника. Иако се много година свађао са екипом, Такер је полако постао савезник Бенсонове пошто је она преузела Крејгеново место надређеног одреда. На крају 16. сезоне у епизоди „Предаја Ное“, он је упозорио Бенсонову да СУП вероватно неће разматрати унапређење Амара у наредника сада кад она жели да постане поручница ОСЖ, а треба јој наредник. У епизоди „Кућни догађај“ (17. сезона), Такер — који је сада именован за капетана БУК-а — делује као преговарач у талачком стању када су Бенсонова и други заробљени у насилној провали. Изабран је на Бенсонин захтев и открива да је био преговарач пре преласка у БУК. Када је Такер покушао да помогне Бенсоновој да разбије ланац трговине сексом који је повезан са Католичком црквом (и његовим братом од стрица, иначе свештеником), откривено је да су он и Бенсонова у романтичној вези. У епизоди „Искрени пут (2. део)“, Такер говори Бенсоновој о својој намери да пређе у Преговарачку екипу Одељења за хитне интервенције МУП-а.
У истој епизоди је виђено да је капетан Такер је добио Орден заставе САД, Награду Светског трговинског центра, Награду за заслуге за полицијске дужности, Награду за изврсне полицијске дужности СУП-а и 150. комеморативни орден СУП-а.
У 18. сезони Такер је желео да Бенсонова оде у пензију са њим. Бенсонова је имала помешана осећања у вези са овим. Њих двоје су на крају раскинули везу. У 21. сезони је приказано како одлази у пензију. Такер се поново оженио и има две пасторке. Такер је насамо открио Бенсоновој да умире од рака плућа који му је метастазирао на мозак узрокујући губитак памћења. Пошто је службеница из Порока Рејчел Вилсон окривила Такера што је занемарио њено силовање од стране службеника Унутрашње контроле Герија Волда пре њеног самоубиства, Такер бележи Валдово признање како би исправио ствар. Такер се такође помирио са Бенсоном. Међутим, пре суђења, Такер је извршио самоубиство у жељи да поштеди своју жену патње због неизлечивог рака.
Шеф бироа Малдру
Шеф бироа Малдру (Џон Шак) је шеф детектива при СУП-у који служио је као надређени капетана Крејгена.
Данијел Бек
Детективка Данијел "Дани" Бек (Кони Нилсен) је била привремена замена за детективку Оливију Бенсон у 8. сезони док је Бенсонова била на тајном задатку (Мариска Харгитеј је била на породиљском боловању). Дани је имала мужа, полицајца Мајка Дулија који је погинуо на дужности. Она и Стаблер су имају тежак почетак, али су на крају створили чврст ортаклук. Прекретница у њиховом односу настала је када су се страствено пољубили након прославе случаја у кафани, иако се после пољупца ништа више од повећане сексуалне хемије никада није подразумевало. Током случаја злостављања деце, Бекова је покушала да храни истраумирану усвојену девојку која је покушала да запали њен стан и да их обоје побије. Потресена Беоква је рекла Стаблеру да више не може да поднесе рад у Одељењу за специјалне жртве осим ако је он не замоли да остане. Стаблер јој је невољно рекао да не може да донесе ту одлуку уместо ње па је она одлучила да би било најбоље да се врати на свој стари положај у Одељењу за налоге. Харгитејева се вратила улози Бенсонове у следећој епизоди.
Стивен Харис
Капетан Стивен Харис (Адам Болдвин) је био привремени капетан Одељења за специјалне жртве кога је први пут поставила шефица Бироа за јавну целовитост ПОТ Пола Фостер у три епизоде 14. сезоне док је Крејген био удаљен са дужности. По правилу командујући, Харис је упозорио детективе ОСЖ да не истражују случај Крејгеновог убиства на шта они нису обраћали пажњу и критиковао је начин на који се детектив Тутуола облачи позивајући се на правила облачења у пословној одећи. Када је детектив Кесидиј рањен на тајном задатку по наређењу његовог шефа, Харис је подржао Оливију током истраге Унутрашње контроле. У епизоди "Двадесет пет чинова", Харис одобрава Амару захтев да ради сам и упарује Бенсонову са Ролинсом. Он одлази на крају епизоде кад се капетан Крејген вратио на дужност.
Деклан Г. Марфи
Поручник Деклан Г. Марфи (Донал Лог) је први пут представљен као полицајац на тајном задатку који је упознао Ролинсову када се коцкала. Убрзо пошто је Вилијам Луис побегао из затвора, Министарство унутрашњих послова именовало је Марфија за надређеног ОСЖ-а Менхетна, сматрајући да је неприкладно да Бенсонова води потеру за поновним хватањем Луиса. Марфијева владавина као надређеног се наставила и након Луисовог самоубиства на захтев Министарства унутрашњих послова. Марфи је уобичајени надређени који често иза леђа детектива проверава да ли су по пропису хапсили осумњичене и често користи своју тајну стручност да води истрагу. Марфијева строгост је често доводила до тога да се сукобљава са детективима, углавном са Амаром који му није веровао. Скрупулозно се Марфи показао као прилагодљив. Када се Бенсонова суочила са оптужбама за кривоклетство после Луисовог самоубиства, Марфи је лагао под заклетвом да би убедио велику пороту да не диже оптужбе рекавши да је Бенсонова урадила оно што је морала како би спасила девојку коју је Луис отео. Међутим, када је Амаро ухапшен због напада на фотографа који је био под истрагом због дечје порнографије и изградње коморе за мучење, Марфи му је рекао да зна да он не цени његов савет већ да одустане и ћути без обзира на околности. Пошто су оптужбе одбачене, Марфи је рекао Бенсоновој да ће учинити све што може, али да неће повлачити конце за Амара јер није убеђен да је Амарова каријера вредна спасавања. На крају епизоде „Буђење пролећа (2. део)“, Марфи је рекао Бенсоновој да је изабран за тајни задатак и препоручио је Министарству унутрашњих послова да јој врате вођење ОСЖ-а. Касније, у епизоди „Мајка на тајном задатку“, је откривен Марфијев тајни задатак пошто је ОСЖ разбио ланац трговине сексом.
У епизоди седамнаесте сезоне „Полиција заједнице“, Марфи се вратио пошто је сазнао да је Ролинсова трудна док је био „6400 km даље у Србији покушавајући да уклони ланац трговине сексом“. Ролинсова је открила Марфију да је он заправо отац њеног детета. Кад је чуо ово, Марфи јој је дао до знања да је сада овде да остане, иако привремено. Међутим, дао је Ролинсовој тајни број мобилног и рекао јој да ће, ако јој затреба, бити у ваздухоплову за сат времена.
Вилијам Додс
Вилијам Додс (Питер Галагер) је бивши заменик начелника Одељења за специјалне жртве у свих пет општина. Додс је политички паметан надређени нареднице (касније поручнице) Бенсон. Као бивши детектив Одељења за убиства, он је често строг према Бенсоновој и њеном одреду, посебно током њихових раних интеракција, али на крају је почео да поштује посао који обављају и често их подржава у њујоршкој полицији. Помагао је одреду током истраге о заменику начелника атлантске полиције Чарлсу Патону (Хари Хамлин) који је био оптужен за напад на једног од својих детектива у хотелу у Њујорку тако што је лично саслушавао Патона у соби за саслушање. У 17. сезони именовао је свог сина Мајка (Енди Карл) за новог наредника ОСЖ-а Менхетна и био је разорен његовом смрћу у спору због насиља у породици између подмићеног затвоског чувара (Бред Гарет) и његове жене.
У епизоди "Искрени пут (2. део)", заменик начелника Додс примио је Орден америчке заставе.
Додс је тренутно први лик у било којој Ред и закон серији који је из СУП-а, а који има чин заменика начелника. Скоро сваки претходни виших службеник СУП-а изнад чина капетана био је или шеф бироа са три звездице, начелник одељења са четири звездице, први заменик начелника са четири звездице или начелник СУП-а.
На почетку 21. сезоне дао је оставку, али ја прво наваљивао да Бенсонова буде унапређена у чин капетана.
Мајк Додс
Наредник Мајк Додс (Енди Карл) први пут се појавио у епизоди "Мајчински нагони" у 17. сезони као син заменика начелника Вилијама Додса (Питер Галагер) који је прешао у 16. испоставу да служи као заменик начелника поручнице Бенсон. Он је ратни ветеран који се пријавио након 11. септембра и служио је у специјалним снагама. Непосредно пре премештаја, Додс је радио У служби за борбу против злочина, а пре тога је радио у 71. испостави. Додс је врхунски професионалац и предан свом послу. Због тога му је било потребно мало времена да се загреје за своје нове сараднике, али постепено је почео да их поштује и воли. Упуцан је на дужности док је јурио низног убицу др. Грегорија Јејтса у северном делу државе Њујорк, али се на крају опоравио. Само неколико месеци након његовог мандата, отац му је понудио положај у Здруженој оперативној скупини за борбу против тероризма, али је он одлучио да остане у ОСЖ-у, храбро се противећи жељама заменика начелника (старији Додс је намеравао да време његовог сина у ОСЖ-у буде ништа више од корака у каријери). У епизоди "Пренос на Менхетну", Додс је постављен за вршиоца дужности надређеног ОСЖ-а пошто је поручнице Оливија Бенсон разрешена дужности. У следећој епизоди, Додс је водио континуирану истрагу ОСЖ-а о ланцу трговине сексом док је наставио да се саветује са Бенсоновом. Он је срећно вратио вођство ОСЖ-а Бенсоновој пошто је случај затворен. У епизоди "Искрени пут (2. део)", Додс је погођен у трбух током талачког стања. Преживео је операцију, али је касније доживео мождани удар на интензивној нези и стављен је на апарате. Пошто је утврђено да је Додс мождано мртав, искључен је апарат за одржавање живота и он је уро. И начелник Додс и цела екипа ОСЖ-а били су скрхкани његовом смрћу, а Оливија Бенсон је патила од кривице преживелог. Неколико месеци након трагичног догађаја приказано је да заменик шефа још увек сматра Оливију одговорном за оно што се догодило његовом сину. Оливија је себи признала да "не греши".
У истој епизоди је приказано да је наредник Додс добио Орден заставе САД, орден Светског трговинског центра, награду за полицијске заслуге од СУП-а, награду за примерно обављање полицијских дужности и 150. комеморативну награду СУП-а.

### Крим техничари
| Лик                    | Глумац             | Године                 | Сезоне          | Сезоне          | Сезоне          | Сезоне          | Сезоне          | Сезоне          | Сезоне          | Сезоне          | Сезоне          | Сезоне          | Сезоне          | Сезоне          | Сезоне          | Сезоне          | Сезоне          | Сезоне          | Сезоне          | Сезоне          | Сезоне          | Сезоне          | Сезоне          | Сезоне          | Сезоне          | Бр. епизода | Белешке                          |
| Лик                    | Глумац             | Године                 | 1               | 2               | 3               | 4               | 5               | 6               | 7               | 8               | 9               | 10              | 11              | 12              | 13              | 14              | 15              | 16              | 17              | 18              | 19              | 20              | 21              | 22              | 23              | Бр. епизода | Белешке                          |
| ---------------------- | ------------------ | ---------------------- | --------------- | --------------- | --------------- | --------------- | --------------- | --------------- | --------------- | --------------- | --------------- | --------------- | --------------- | --------------- | --------------- | --------------- | --------------- | --------------- | --------------- | --------------- | --------------- | --------------- | --------------- | --------------- | --------------- | ----------- | -------------------------------- |
| Џорџи                  | Вели Јанг          | 1999–03                |                 |                 | Не појављује се |                 | Не појављује се | Не појављује се | Не појављује се | Не појављује се | Не појављује се | Не појављује се | Не појављује се | Не појављује се | Не појављује се | Не појављује се | Не појављује се | Не појављује се | Не појављује се | Не појављује се | Не појављује се | Не појављује се | Не појављује се | Не појављује се | Не појављује се | 13          |                                  |
| Хари Мартин            | Лу Карбоно         | 2000–02                | Не појављује се | Повратна        | Повратна        | Повратна        | Не појављује се | Не појављује се | Не појављује се | Не појављује се | Не појављује се | Не појављује се | Не појављује се | Не појављује се | Не појављује се | Не појављује се | Не појављује се | Не појављује се | Не појављује се | Не појављује се | Не појављује се | Не појављује се | Не појављује се | Не појављује се | Не појављује се | 12          |                                  |
| Барт Тревор            | Данијел Сунђата    | 2002–04                | Не појављује се | Не појављује се | Повратна        | Повратна        | Повратна        | Не појављује се | Не појављује се | Не појављује се | Не појављује се | Не појављује се | Не појављује се | Не појављује се | Не појављује се | Не појављује се | Не појављује се | Не појављује се | Не појављује се | Не појављује се | Не појављује се | Не појављује се | Не појављује се | Не појављује се | Не појављује се | 15          |                                  |
| Дејвид Лејтон          | Џордан Гелбер      | 2002–03                | Не појављује се | Не појављује се | Не појављује се |                 | Не појављује се | Не појављује се | Не појављује се | Не појављује се | Не појављује се | Не појављује се | Не појављује се | Не појављује се | Не појављује се | Не појављује се | Не појављује се | Не појављује се | Не појављује се | Не појављује се | Не појављује се | Не појављује се | Не појављује се | Не појављује се | Не појављује се | 8           |                                  |
| Капетанка Џудит Сајпер | Карен Браунинг     | 2003–06, 08–11         | Не појављује се | Не појављује се | Не појављује се | Повратна        | Повратна        | Повратна        | Повратна        | Повратна        | Повратна        | Повратна        | Повратна        | Повратна        | Не појављује се | Не појављује се | Не појављује се | Не појављује се | Не појављује се | Не појављује се | Не појављује се | Не појављује се | Не појављује се | Не појављује се | Не појављује се | 41          |                                  |
| Рајан О’Халоран        | Мајк Дојл          | 2003–09                | Не појављује се | Не појављује се | Не појављује се | Не појављује се | Повратна        | Повратна        | Повратна        | Повратна        | Повратна        | Повратна        | Не појављује се | Не појављује се | Не појављује се | Не појављује се | Не појављује се | Не појављује се | Не појављује се | Не појављује се | Не појављује се | Не појављује се | Не појављује се | Не појављује се | Не појављује се | 52          | Убио га 2009. Дејл Стаки         |
| Пат Фишер              | Гибсон Фрејзер     | 2004                   | Не појављује се | Не појављује се | Не појављује се | Не појављује се | Повратна        | Повратна        | Не појављује се | Не појављује се | Не појављује се | Не појављује се | Не појављује се | Не појављује се | Не појављује се | Не појављује се | Не појављује се | Не појављује се | Не појављује се | Не појављује се | Не појављује се | Не појављује се | Не појављује се | Не појављује се | Не појављује се | 2           |                                  |
| Мили Висарондо         | Пола Гарсес        | 2005                   | Не појављује се | Не појављује се | Не појављује се | Не појављује се | Не појављује се | Не појављује се |                 | Не појављује се | Не појављује се | Не појављује се | Не појављује се | Не појављује се | Не појављује се | Не појављује се | Не појављује се | Не појављује се | Не појављује се | Не појављује се | Не појављује се | Не појављује се | Не појављује се | Не појављује се | Не појављује се | 4           |                                  |
| Мартин                 | Еделен Маквилијамс | 2008–09, 12, 14–16, 19 | Не појављује се | Не појављује се | Не појављује се | Не појављује се | Не појављује се | Не појављује се | Не појављује се | Не појављује се | Не појављује се |                 | Не појављује се | Не појављује се | Не појављује се |                 |                 | Не појављује се |                 |                 | Не појављује се | Не појављује се | Не појављује се | Не појављује се | Не појављује се | 9           |                                  |
| Дејл Стаки             | Ноел Фишер         | 2009                   | Не појављује се | Не појављује се | Не појављује се | Не појављује се | Не појављује се | Не појављује се | Не појављује се | Не појављује се | Не појављује се |                 | Не појављује се | Не појављује се | Не појављује се | Не појављује се | Не појављује се | Не појављује се | Не појављује се | Не појављује се | Не појављује се | Не појављује се | Не појављује се | Не појављује се | Не појављује се | 4           | Осуђен на доживотну робију 2009. |
| Киган Симонс           | Џабари Греј        | 2009–10                | Не појављује се | Не појављује се | Не појављује се | Не појављује се | Не појављује се | Не појављује се | Не појављује се | Не појављује се | Не појављује се | Не појављује се |                 | Не појављује се | Не појављује се | Не појављује се | Не појављује се | Не појављује се | Не појављује се | Не појављује се | Не појављује се | Не појављује се | Не појављује се | Не појављује се | Не појављује се | 6           |                                  |
| Адриан Санг            | Џејмс Чен          | 2011                   | Не појављује се | Не појављује се | Не појављује се | Не појављује се | Не појављује се | Не појављује се | Не појављује се | Не појављује се | Не појављује се | Не појављује се | Не појављује се |                 |                 | Не појављује се | Не појављује се | Не појављује се | Не појављује се | Не појављује се | Не појављује се | Не појављује се | Не појављује се | Не појављује се | Не појављује се | 7           |                                  |
| Колин Бенет            | Макс Бејкер        | 2012–15                | Не појављује се | Не појављује се | Не појављује се | Не појављује се | Не појављује се | Не појављује се | Не појављује се | Не појављује се | Не појављује се | Не појављује се | Не појављује се | Не појављује се |                 |                 | Не појављује се | Не појављује се |                 | Не појављује се | Не појављује се | Не појављује се | Не појављује се | Не појављује се | Не појављује се | 3           |                                  |

Рајан О’Халоран
Крим техничар Рајан О’Халоран (Мајк Дојл) долазио је у честе спојеве са детективима ОСЖ-а када су истраживали места злочина својих жртава. Појавио се у 52 епизоде између од 5. до 10. сезоне. Био је један од највећих савезника ОСЖ-а до своје смрти на крају 10. сезоне. Убио га је крим техничар Дејл Стаки који је покушавао да спречи О’Халорана да обавести детективе да је он прави убица заступника и младе жене.
Колин Бенет
Лабораторијски техничар СУП-а Колин Бенет (Макс Бејкер) је техничар из њујоршке полиције познат као Финов „онај мој за ужад“. Бенет је посебно усавршен за врсте ужета који се налазе на местима злочина. Први пут се појавио у епизоди „Ускраћена правда“ у којој је силоватељ напао током Недеље флоте и користио МО специфичан за починиоца којег је Бенсонова ухапсила 2004. године. Бенет је помогао у испитивању чворова који су били везани на различитим местима злочина. У епизоди "Свезналица" 18. сезоне, Бенета и ПОТ Барбу уценио је силоватељ да случај и докази нестану. Бенет је покушао да одведе детективе ОСЖ-а на погрешан пут својим "налазима" током истраге све док детективи Тутуола и Ролинсова нису открили истину, а Бенет је покушао да се убије због кривице што је петљао у случају.

### Агенти ФБИ-ја
| Лик          | Глумац           | Године          | Сезоне          | Сезоне          | Сезоне          | Сезоне          | Сезоне          | Сезоне          | Сезоне          | Сезоне | Сезоне          | Сезоне          | Сезоне          | Сезоне          | Сезоне          | Сезоне          | Сезоне          | Сезоне          | Сезоне          | Сезоне          | Сезоне          | Сезоне          | Сезоне          | Сезоне          | Сезоне          | Бр. епизода |
| Лик          | Глумац           | Године          | 1               | 2               | 3               | 4               | 5               | 6               | 7               | 8      | 9               | 10              | 11              | 12              | 13              | 14              | 15              | 16              | 17              | 18              | 19              | 20              | 21              | 22              | 23              | Бр. епизода |
| ------------ | ---------------- | --------------- | --------------- | --------------- | --------------- | --------------- | --------------- | --------------- | --------------- | ------ | --------------- | --------------- | --------------- | --------------- | --------------- | --------------- | --------------- | --------------- | --------------- | --------------- | --------------- | --------------- | --------------- | --------------- | --------------- | ----------- |
| Дејна Луис   | Марша Геј Харден | 2005–06, 10, 13 | Не појављује се | Не појављује се | Не појављује се | Не појављује се | Не појављује се | Не појављује се |                 |        | Не појављује се | Не појављује се | Не појављује се |                 | Не појављује се |                 | Не појављује се | Не појављује се | Не појављује се | Не појављује се | Не појављује се | Не појављује се | Не појављује се | Не појављује се | Не појављује се | 4           |
| Дин Портер   | Винсент Спано    | 2006–07, 09     | Не појављује се | Не појављује се | Не појављује се | Не појављује се | Не појављује се | Не појављује се | Не појављује се |        |                 | Не појављује се |                 | Не појављује се | Не појављује се | Не појављује се | Не појављује се | Не појављује се | Не појављује се | Не појављује се | Не појављује се | Не појављује се | Не појављује се | Не појављује се | Не појављује се | 5           |
| Том Никерсон | Френки Фејсон    | 2007–08         | Не појављује се | Не појављује се | Не појављује се | Не појављује се | Не појављује се | Не појављује се | Не појављује се |        |                 | Не појављује се | Не појављује се | Не појављује се | Не појављује се | Не појављује се | Не појављује се | Не појављује се | Не појављује се | Не појављује се | Не појављује се | Не појављује се | Не појављује се | Не појављује се | Не појављује се | 2           |

Дејна Луис
Агенткиња ФБИ-ја Дејна Луис (Марша Геј Харден) први пут се појавила у епизоди "Сировина" 7. сезоне док је радила на тајном задатку како би срушила белу скупину познату под именом "Стар Морисон". Луисова (док је била на тајном задатку као Стар) је шамарала Манча и назвала га „кике“ како се не би одала што је довело до њеног хапшења због напада на службену особу. Она је била принуђена да се открије као савезна агенткиња током суђења против вође скупине када је пуцала и убила вођиног сина да он не би убио Стаблера. Покушала је да се извини за своје поступке пошто је случај завршен, али Манч није замерио. Агенткиња Луис се усавршила за тајне задатке и често је радила под претпостављеним идентитетима недељама или чак месецима. Док је радила на тајном задатку, користила је име Стар Морисон и говорила са јужњачким нагласком (иако сама глумица није са југа). На почетку 8. сезоне у епизоди "Обавештени", поново се појавила у Њујорку када је детективка Бенсон прогањала свог доушника о еко-тероризму да јој каже за њено силовање. Луисова и Бенсонова су морале да пронађу доушника пошто је нестала и да је спрече да изврши терористички бомбашки напад. Луисова помиње Бенсоновој да своју доушницу назива „Пеги Су“ јер подсећа Луисову на њену млађу сестру Маргарет. У свом последњем појављивању, Луисова је рекла Бенсоновој и Стаблеру да њена породица (муж и деца) тренутно живе у Европи како би их заштитила од злочинаца који покушавају да јој се освете. Један од ових злочинаца, вођа поменуте супрематистичке скупине, наредио је једној затвореници да је нападне и силује у епизоди „Продор“ у 12. сезони. Елиот Стаблер је био повређен сваки пут када је она радила са њим, од рањавања у сезони 7. сезони од праска у сезони 8. и још једним рањавањем у 12. сезони што је била једина повреда за коју је она била непосредно одговорна. Стаблер је напола у шали назвао „слепком“, говорећи „[он] замало погине“ сваки пут када се Луисова појави. Она се супротставила његовим примедбама рекавши да је можда она његова "талија" пошто је преживео сваку повреду током њихове три заједничке епизоде.
У епизоди „Ископане тајне“ у 14. сезони, агенткиња Луис се враћа ортаклуку са ОСЖ-ом пошто верује да је нерешен случај на Менхетну повезан са неколико убистава и силовања широм земље. Луисова је претекла детективе Бенсонову и Амара до поправне установе у Мајамију где је детективи требало поново да ухапсе осумњиченог хендикепираног човека који је пуштен пошто је одробијао већ један злочин. Луисова је пратила Бенсонову и Амаро назад на Менхетн где је посматрала саслушавање и замолила капетана Крејгена да јој дозволи да упуца осумњиченог пошто детективи нису могли да натерају човека да призна да је убио пету жртву. Када се Крејген обавезао, Луисова је потенцирала осумњиченог да призна да је био на лицу места када је жртва убијена. Амаро је почео да преиспитује признање када је дечко жртве дошао у испоставу, а Луисова је рекла да јој је он био дечко док је ишла на Универзитет Тулејн. Парчићи признања почели су да се распадају кад су Манч и Ролинсова пронашли доказе који фале у нерешеном случају, а дечко жртве признао је да је био у вези са агенткињом Луис. Амаро је тада натера осумњиченог да одустане од свог признања и Луисова је почела да делује све више панично. Крејген је навео Луисову да верује да је осумњичени хендикепирани имао несрећу и проћи ће неко време пре него што она и Бенсонова буду могле поново да га саслушају. Док је Бенсонова почињала да поставља питања Луисовој, Луисова је схватила да је Бенсонино испитивање изгледало као саслушање. Бенсонова и Амаро су почели да постављају Луисовој горућа питања о природи њене везе са жртвом и њеним дечком у то време. Натерали су је да призна да су били у вишемесечној вези због које је Луисова остала трудна. Пошто је натерао Луисову да побаци, она је сазнала да је он тражио од жртве да се уда за њега. Луисова је у сузама признала да је отишла до жртвине куће, а пошто ју је жртва исмевала чињеницом да ју је замолио да се уда за њу, она каже да се онесвестила. Каже да је девојка већ била мртва када је дошла. Она каже Бенсоновој која је очигледно потресена и избезумљена да јој је јако жао. Крејген је ушао у просторију са лисицама и рекао Луисовој да је ухапшена због убиства. Амаро јој ставља лисице и одводи је у притвор. Помирена са судбином, Луисова сарађује и понавља: „Разумем“ док су јој сузе текле низ образе. каже да се онесвестила.
Дин Портер
Агент ФБИ-ја Дин Портер (Винсент Спано) радио је са детективком Бенсон као својим руководиоцем током њеног рада на тајном задатку у еко-терористичкој скупини у Орегону током 8. сезоне. Када је убијен човек који је повезан са скупином, откривено је да је био педофил од стране Бенсонове која је радила као Персефон Џејмс која истражује злочин као грађанка. Пошто је Бенсонова открила педофилско гнездо и закључила да је девојка нестала, Портер је открио ко је Бенсонова пошто ју је ухапсила месна полиција. Бенсонова је убедила Портера да јој помогне у потрази за девојком иако је Портер био огорчен због ње и њене опседнутости да пронађе девојку. Али када су пронашли жртву и она признала зашто је убила свог силоватеља, Портер је схватио зашто је Бенсонова страствена за сексуалне злочине.
Портер се враћа касније у епизоди 8. сезоне "Флорида" пошто је Бенсонова дала Сајмону Марсдену (Мајкл Вестон) новац за кога је тек открила да јој је полубрат. Марсдена је посматрала полиција Ривер Парка због сумње да је починио силовање. Портер је желео да ухапси Бенсонову јер је помогао Марсдену па јој је понудио договор без затвора ако му помогне да га ухвати. Марсден је побегао након састанка са Оливијом када је осетио да нешто није у реду, а Портер је пустио Оливију јер није имао непосредне доказе да она помаже Сајмону. Пошто су коначно пронашли Марсдена како држи капетана полиције Ривер Парка као таоца, откривено је да му је капетан смсетио, а Портер је одлучио да одустане од оптужби ФБИ-ја против Марсдена. Портер се вратио неколико епизода касније у епизоди "Зајебани" када је екипа ОСЖ-а била на удару због Финовог пасторка Даријуса (Лудакрис) коме се судило за убиство. Портер је покушао да не буде позван од стране одбране да не би морао да прља детективку Бенсон. На крају епизоде док се све расплитало за екипу ОСЖ-а, Бенсонова је убедила Портера да каже БУК-у о својој умешаности са њом и њеним полубратом.
Портер се вратио у епизоди 9. сезоне "Савантизам" када је ОСЖ ради на случају где је девојчица са Вилијамсовим синдромом чула да јој мајку туку и силују. Њеног оца Бена Николсона (Ејдан Квин) ФБИ прати због изнуде и других савезних злочина, а Портер је узнемирен због ОСЖ-овог мешања у ФБИ-јев случај против Николсона. Портер се вратио у епизоди 11. сезоне "Уплашени" да ради на случају са ОСЖ-ом у ком су две особе побијене, а њихов убица је оставио трговину сексом. Бенсонова и Стаблер веровали су да је случај био лош посао са дрогом због умешаности мексичког нарко-картела. Откривено је да је Портер знао ко је убица све време јер је жртвина цимерка (Паола Мендоза) радила са ФБИ-јем као тајни обавештајни агент. Портер је неколико пута покушао да преузме истрагу дошавши тако далеко да је прислушкивао телефоне Одељења за специјалне жртве како би пратио случај. Портер од тада није виђен.

### Помоћници државног тужиоца
| Лик                | Глумац        | Године  | Сезоне          | Сезоне          | Сезоне          | Сезоне          | Сезоне          | Сезоне          | Сезоне          | Сезоне          | Сезоне          | Сезоне          | Сезоне          | Сезоне          | Сезоне          | Сезоне          | Сезоне          | Сезоне          | Сезоне          | Сезоне          | Сезоне          | Сезоне          | Сезоне          | Сезоне          | Сезоне          | Бр. епизода | Белешке                        |
| Лик                | Глумац        | Године  | 1               | 2               | 3               | 4               | 5               | 6               | 7               | 8               | 9               | 10              | 11              | 12              | 13              | 14              | 15              | 16              | 17              | 18              | 19              | 20              | 21              | 22              | 23              | Бр. епизода | Белешке                        |
| ------------------ | ------------- | ------- | --------------- | --------------- | --------------- | --------------- | --------------- | --------------- | --------------- | --------------- | --------------- | --------------- | --------------- | --------------- | --------------- | --------------- | --------------- | --------------- | --------------- | --------------- | --------------- | --------------- | --------------- | --------------- | --------------- | ----------- | ------------------------------ |
| Клаудија Вилијамс  | Пам Грир      | 2002–03 | Не појављује се | Не појављује се | Не појављује се |                 | Не појављује се | Не појављује се | Не појављује се | Не појављује се | Не појављује се | Не појављује се | Не појављује се | Не појављује се | Не појављује се | Не појављује се | Не појављује се | Не појављује се | Не појављује се | Не појављује се | Не појављује се | Не појављује се | Не појављује се | Не појављује се | Не појављује се | 2           |                                |
| Камила Велез       | Валери Круз   | 2010    | Не појављује се | Не појављује се | Не појављује се | Не појављује се | Не појављује се | Не појављује се | Не појављује се | Не појављује се | Не појављује се | Не појављује се |                 | Не појављује се | Не појављује се | Не појављује се | Не појављује се | Не појављује се | Не појављује се | Не појављује се | Не појављује се | Не појављује се | Не појављује се | Не појављује се | Не појављује се | 12          |                                |
| Кристин Данијелсон | Глорија Рубен | 2010–11 | Не појављује се | Не појављује се | Не појављује се | Не појављује се | Не појављује се | Не појављује се | Не појављује се | Не појављује се | Не појављује се | Не појављује се | Не појављује се |                 | Не појављује се | Не појављује се | Не појављује се | Не појављује се | Не појављује се | Не појављује се | Не појављује се | Не појављује се | Не појављује се | Не појављује се | Не појављује се | 2           | Раније била шефица Бироа ПОТ-а |

Кристин Данијелсон
Кристин Данијелсон (Глорија Рубен) је шефица Бироа ПОТ-а за убиства (улога коју је Каботова држала годину дана раније у серији Пресуда) која је водила случај у којем је жена нигеријског полигамисте убијена, а он страхује да је његово сведочење о злочину могло довести до смрти његове жене. Данијелсонова се вратила у дванаестој сезони, овог пута као помоћник државног тужиоца за источни округ Њујорка. Да би помогла у првој осуди за случај трговине децом у области Њујорка, она заменила Бенсонову и Стаблера савезним шерифима. Данијелсонова се поново вратила у истој сезони како би помогла Бенсоновој да истражи убиство подмићеног ПОТ-а у Бруклину.

### Главни помоћници окружног тужиоца
| Лик          | Глумац      | Године  | Сезоне          | Сезоне | Сезоне          | Сезоне          | Сезоне          | Сезоне          | Сезоне          | Сезоне          | Сезоне          | Сезоне          | Сезоне          | Сезоне          | Сезоне          | Сезоне          | Сезоне          | Сезоне          | Сезоне          | Сезоне          | Сезоне          | Сезоне          | Сезоне          | Сезоне          | Сезоне          | Бр. епизода | Белешке |
| Лик          | Глумац      | Године  | 1               | 2      | 3               | 4               | 5               | 6               | 7               | 8               | 9               | 10              | 11              | 12              | 13              | 14              | 15              | 16              | 17              | 18              | 19              | 20              | 21              | 22              | 23              | Бр. епизода | Белешке |
| ------------ | ----------- | ------- | --------------- | ------ | --------------- | --------------- | --------------- | --------------- | --------------- | --------------- | --------------- | --------------- | --------------- | --------------- | --------------- | --------------- | --------------- | --------------- | --------------- | --------------- | --------------- | --------------- | --------------- | --------------- | --------------- | ----------- | ------- |
| Чарли Филипс | Џефри ДеМан | 2000–01 | Не појављује се |        | Не појављује се | Не појављује се | Не појављује се | Не појављује се | Не појављује се | Не појављује се | Не појављује се | Не појављује се | Не појављује се | Не појављује се | Не појављује се | Не појављује се | Не појављује се | Не појављује се | Не појављује се | Не појављује се | Не појављује се | Не појављује се | Не појављује се | Не појављује се | Не појављује се | 2           |         |

### Шефови Бироа помоћника окружног тужиоца
| Лик                | Глумац           | Године  | Сезоне          | Сезоне          | Сезоне          | Сезоне          | Сезоне          | Сезоне          | Сезоне          | Сезоне          | Сезоне          | Сезоне          | Сезоне          | Сезоне          | Сезоне          | Сезоне          | Сезоне          | Сезоне          | Сезоне          | Сезоне          | Сезоне          | Сезоне          | Сезоне          | Сезоне          | Сезоне          | Бр. епизода | Белешке                             |
| Лик                | Глумац           | Године  | 1               | 2               | 3               | 4               | 5               | 6               | 7               | 8               | 9               | 10              | 11              | 12              | 13              | 14              | 15              | 16              | 17              | 18              | 19              | 20              | 21              | 22              | 23              | Бр. епизода | Белешке                             |
| ------------------ | ---------------- | ------- | --------------- | --------------- | --------------- | --------------- | --------------- | --------------- | --------------- | --------------- | --------------- | --------------- | --------------- | --------------- | --------------- | --------------- | --------------- | --------------- | --------------- | --------------- | --------------- | --------------- | --------------- | --------------- | --------------- | ----------- | ----------------------------------- |
| Елизабет Донели    | Џудит Лајт       | 2002–04 | Не појављује се | Не појављује се |                 |                 | Не појављује се |                 | Не појављује се | Не појављује се | Не појављује се | Не појављује се | Не појављује се | Не појављује се | Не појављује се | Не појављује се | Не појављује се | Не појављује се | Не појављује се | Не појављује се | Не појављује се | Не појављује се | Не појављује се | Не појављује се | Не појављује се | 12          | Касније постала судиница            |
| Кристин Данијелсон | Глорија Рубен    | 2007    | Не појављује се | Не појављује се | Не појављује се | Не појављује се | Не појављује се | Не појављује се | Не појављује се | Не појављује се |                 | Не појављује се | Не појављује се | Не појављује се | Не појављује се | Не појављује се | Не појављује се | Не појављује се | Не појављује се | Не појављује се | Не појављује се | Не појављује се | Не појављује се | Не појављује се | Не појављује се | 12          | Касније прешла у Државно тужилаштво |
| Пола Фостер        | Пејџет Брустер   | 2012    | Не појављује се | Не појављује се | Не појављује се | Не појављује се | Не појављује се | Не појављује се | Не појављује се | Не појављује се | Не појављује се | Не појављује се | Не појављује се | Не појављује се |                 | Не појављује се | Не појављује се | Не појављује се | Не појављује се | Не појављује се | Не појављује се | Не појављује се | Не појављује се | Не појављује се | Не појављује се | 2           | Биро за јавну безбедност            |
| Ванеса Хадид       | Зулејка Робинсон | 2019−20 | Не појављује се | Не појављује се | Не појављује се | Не појављује се | Не појављује се | Не појављује се | Не појављује се | Не појављује се | Не појављује се | Не појављује се | Не појављује се | Не појављује се | Не појављује се | Не појављује се | Не појављује се | Не појављује се | Не појављује се | Не појављује се | Не појављује се | Не појављује се |                 | Не појављује се | Не појављује се | 8           | Биро за сексуалне деликте           |

Елизабет Донели
Кристин Данијелсон

### Извршни помоћници окружног тужиоца
| Лик             | Глумац         | Године  | Сезоне          | Сезоне          | Сезоне          | Сезоне          | Сезоне          | Сезоне          | Сезоне          | Сезоне          | Сезоне          | Сезоне          | Сезоне          | Сезоне          | Сезоне          | Сезоне          | Сезоне          | Сезоне          | Сезоне          | Сезоне          | Сезоне          | Сезоне          | Сезоне          | Сезоне          | Сезоне          | Бр. епизода | Белешке                                             |
| Лик             | Глумац         | Године  | 1               | 2               | 3               | 4               | 5               | 6               | 7               | 8               | 9               | 10              | 11              | 12              | 13              | 14              | 15              | 16              | 17              | 18              | 19              | 20              | 21              | 22              | 23              | Бр. епизода | Белешке                                             |
| --------------- | -------------- | ------- | --------------- | --------------- | --------------- | --------------- | --------------- | --------------- | --------------- | --------------- | --------------- | --------------- | --------------- | --------------- | --------------- | --------------- | --------------- | --------------- | --------------- | --------------- | --------------- | --------------- | --------------- | --------------- | --------------- | ----------- | --------------------------------------------------- |
| Стен Вилани     | Рон Либмен     | 2001    | Не појављује се | Не појављује се |                 | Не појављује се | Не појављује се | Не појављује се | Не појављује се | Не појављује се | Не појављује се | Не појављује се | Не појављује се | Не појављује се | Не појављује се | Не појављује се | Не појављује се | Не појављује се | Не појављује се | Не појављује се | Не појављује се | Не појављује се | Не појављује се | Не појављује се | Не појављује се | 4           |                                                     |
| Елизабет Донели | Џудит Лајт     | 2008    | Не појављује се | Не појављује се | Не појављује се | Не појављује се | Не појављује се | Не појављује се | Не појављује се | Не појављује се | Не појављује се |                 | Не појављује се | Не појављује се | Не појављује се | Не појављује се | Не појављује се | Не појављује се | Не појављује се | Не појављује се | Не појављује се | Не појављује се | Не појављује се | Не појављује се | Не појављује се | 1           | Раније била шефица Бироа, касније постала судиница. |
| Соња Пакстон    | Кристин Лати   | 2009−11 | Не појављује се | Не појављује се | Не појављује се | Не појављује се | Не појављује се | Не појављује се | Не појављује се | Не појављује се | Не појављује се | Не појављује се |                 |                 | Не појављује се | Не појављује се | Не појављује се | Не појављује се | Не појављује се | Не појављује се | Не појављује се | Не појављује се | Не појављује се | Не појављује се | Не појављује се | 7           |                                                     |
| Дејвид Хејден   | Хари Коник мл. | 2012    | Не појављује се | Не појављује се | Не појављује се | Не појављује се | Не појављује се | Не појављује се | Не појављује се | Не појављује се | Не појављује се | Не појављује се | Не појављује се | Не појављује се |                 | Не појављује се | Не појављује се | Не појављује се | Не појављује се | Не појављује се | Не појављује се | Не појављује се | Не појављује се | Не појављује се | Не појављује се | 4           |                                                     |

Елизабет Донели
Соња Пакстон
Соња Пакстон (Кристин Лати) је била извршни ПОТ ОСЖ-а која је привремено заменила Александру Кабот у четири епизоде у 11. сезони почевши од прве епизоде „Нестабилно“. Пакстонова ради у тужилаштву Менхетна под овлашћењем Џека Макоја (Сем Вотерстон) као извршна помоћница окружног тужиоца. У тужилаштву ради више од 25 година и има црно-бели поглед на закон и стара се да се сви поступци спроводе „по прописима“. Радећи у Бироу за жалбе, прва је добила пресуду за казну смрти у Њујорку када је тада новоизабрани гувернер Џорџ Патаки вратио смртну казну 1995. Макој шаље Пакстонову у ОСЖ да „очисти кућу” у „јединицу рекла-казала” због превише осуда које је поништено. Међутим, ствари почињу тешко јер се она сукобљавала са екипом ОСЖ-а, поготово детективом Стаблером. У другој епизоди „Шећер“, она и Стаблер улазе у жестоку расправу пошто је Пакстонова позвала заступника осумњиченог пошто је он два пута одбио своје право на браниоца. У четвртој епизоди „Закуцавање“, Пакстонова је водила случај у којем је мушкарац пио к'о смук и убио жену коју је упознао у кафани. Одбрана криви алкохолизам за убиство током суђења. Намеравајући да користи рачунарски генерисану видео реконструкцију злочина, Пакстонова је случајно пустила варијанту у којој је лице оптуженог постављено на нападача. Пакстонова је посрамљена и састала се са Бенсоновом и Стаблером у кафани где је виђена како пије. Следећег јутра, она је каснила 45 минута на претресну расправу делујући избезумљено и окривљујући „кривца забране“. Судија Бери Мордок (Џон Калум) пита да ли јој је потребна здравствена помоћ, али оптужени истиче да је пијана. Мордок наређује Бенсоновој да донесе алкотест који открива да је њен ниво алкохола у крви 0,082 што је довело до поништења суђења. Мордок је наредио Пакстоновој да оде на лечење. На крају епизоде, она се вратила у испоставу ОСЖ-а и извинила се екипи, наводећи да намерава да се искупи сваком од њих.
Касније се појавила у епизоди "Преокрет" 11. сезоне у којој се састала са ПОТ Каботовом испред суднице пошто је Каботова открила да је истражује државна правна комора. Пакстонова јој је рекла да пази на Бенсонову и Стаблера јер су одани само једно другом.
У 12. сезони, Пакстонова се изненада вратила у ОСЖ и служила је као извршни ПОТ у деветој епизоди ("Сивило") да би доказала тужиоцу да није изгубила свој „победнички пут“. Пакстонова и Стаблер су поново кренули на то, а Стаблер јој је рекао да "иде на пиће". У седамнаестој епизоди ("Потера"), она се поново вратила да помогне старој пријатељици Алишији Хардинг (Дебра Месинг) коју је неко уходио. Пакстонова је рекла екипи ОСЖ-а да је радила на проналажењу Хардингине нестале сестре деценијама пошто је то био њен случај. Такође им је рекла да је почела да пије делимично зато што се осећала одговорном што убица никада није ухваћен. Она је Хардинговој дала поверљиве податке о случају што је Хардингову довело у опасност. Бенсонова и Тутола су отишли да потраже Пакстонову на састанку Анонимних алкохоличара да је укоре што је дала податке. Бенсонова је дошла до потресног открића када је ушла у женски тоалет – Пакстонова је крварила на поду. Док је Бенсонова покушавала да јој помогне, Пакстонова јој је рекла „У реду је, ухватила сам га“, а онда је умрла у Бенсониним рукама. Специјалисткиња судске медицине Мелинда Ворнер (Тамара Тјуни) открива длаку у Пакстонином грлу коју је добила угризом свог нападача — што је на крају помогло у решавању случаја.

Волим њене сиве тонове иако се претвара да је веома црно-бела. Волим колико су само, знате, сложени сиви тонови у њеном лику. Волим њене рањивости и њен доњи трбух који је прилично добро скривен до треће и четврте епизоде.

– Кристин Лати о томе шта јој се највише допада код Пакстонове.
Кристин Лати је првобитно требало да гостује у једној јединој епизоде као извршна ПОТ Соња Пакстон у једанаестој сезони дуготрајног серијала Ред и закон: Одељење за специјалне жртве док су продуценти не пронађу трајну замену за одлазећу ПОТ Александру Кабот (Стефани Марч). Латијева није могла да се посвети сталној улози пошто живи у Чикагу, а снимање ОСЖ-а се одвија у Њујорку. Извршни продуцент ОСЖ-а Нил Бир открио је да је „Она [Пакстонова] из жалбеног реда и да је уморна од поништавања случајева силовања због лоших препознавања. Она долази да почисти ствари“. Поново се вратила у осмој епизоди те сезоне да се „сукоби“ са Каботом.
Према Латијевој, Пакстонова је првобитно била написана као манијак за контролом која „мора увек да буде у праву и да докаже да други нису у праву“ — али иза овога су били Пакстонини страхови, несигурност, ниско самопоштовање и проблем са алкохолом.
Латијева се поново вратила у ОСЖ у две епизоде у дванаестој сезони серије. Као одговор на Латин повратак, Бир је изјавио: "Враћамо ликове које волимо ове сезоне." Латин лик је исписан из серије путем смрти. Велика је то реткост за оне који раде са екипом ОСЖ-а у серији, са само неколико других ликова је доживели сличну судбину, међу којима су и крим-техничар Рајан О’Халоран (Мајк Дојл) у десетој сезони и наредник Мајк Додс (Енди Карл) у седамнаестој.
ТВ водич је описао овај лик као „препотентног“, „гадног“ алкохоличара. Мајра Флајшер из Вашингтонског времена означила је Латин лик као „кучкасту алкохоличарку“.
WPIX је описао Пактсонову као „ПОТ-а са мрачном страном“ која има „озбиљне проблеме са контролом и неколико скелета у свом ормару“. На дан емитовања епизоде "Закуцавање", Латијева је изјавила да је Пакстонова особа коју "сви воле да мрзе" и да се надамо да ће се перцепција гледалаца о њој променити након епизоде, саосећајући са проблемом пијења овог лика.
Previously.TV, уз констатацију погрешних представки правника на телевизији, прокоментарисао је реалистичност Пакстонине приче о алкохолизму тврдећи да би се то „могло догодити пошто је алкохолизам међу правницима проблем“.
У изјави за Холивудски гласник, Латијева је рекла да верује да је њен лик изазвао велику жижу у серији, "...када су се те епизоде емитовале, где год сам ишла, људи су ми прилазили и говорили колико ме мрзе", а други су прилазили Латијевој и хвалили је рекавши: „Свиђа нам се што си тако зла према Стаблеру (Кристофер Мелони). Чекали смо да му се неко супротстави.“
Латијева се појавила у 7 епизода ОСЖ-а као Пакстонова, више него било који други лик у својству извршног ПОТ-а.
Дејвид Хејден
Извршни помоћник окружног тужиоца Дејвид Хејден (Хари Коник мл.) придружио се серији у епизоди "Званична прича" 13. сезоне у низу од четири епизоде. Позиван као извршни помоћник окружног тужиоца или „број два“ тужиоца, Хејден је посвећени тужилац коме је додељен случај са Бенсоновом и екипом ОСЖ-а када се генерални директор приватног војног извођача суочио са демонстрантима „Окупирајте Вол стрит“, а касније пронађени дрогиран и сексуално злостављани у парку. Разоткривен је много већи злочин и завера у Ираку где се силовање десило, а преглед за силовање је скривен. Извршни директор (Џон Доман) је запрети Хејдену и детективима ОСЖ-а, али је Хејден одбацује претњу и рекао Бенсоновој: „За ово живим“. Иако је Бенсонова испрва била опрезна према Хејдену, обоје су били изненађени када су открили да добро раде заједно. Како се случај развијао, тако се развијао и њихов однос па су на крају отишли на вечеру и пољубили се на крају епизоде.
У следећој епизоди „Очева сенка“, Хејден нуди да одведе Бенсонову на вечеру, али она с поштовањем одбија рекавши да је још увек на дужности и шалећи се да би постојао могући сукоб користи. Касније се Хејден појавио на месту талачког стања у ком је Бенсонова покушавала да одврати пубертетлију да не убије своју млађу сестру. Пошто је Бенсонова коначно убедила дечака да јој да пиштољ, Хејден ју је тешио и понуди да је одведе кући. У епизоди "Ловиште", однос Хејдена и Бенсонове постао је романтичан док су заједно радили на хватању низног убицу. Приказано је да су били на састанку и касније су спавали заједно.
У епизоди „Ускраћена правда“, Хејден се укључио у случај ОСЖ-а у којем је изгледало да је Бенсонова изнудила признање од мушкарца осам година раније, а прави силоватељ поново напао жене. Када је заступник Бајард Елис довео у питање њихов однос и запретио да ће их разоткрити, Хејден и Бенсонова су морали да одлуче како ће се позабавити случајем, а да им се не помути пресуда. На крају епизоде, пошто је прави силоватељ ухваћен, а погрешно затворени мушкарац пуштен, Крејген је обавестио Бенсонову да је окружни тужилац одлучио да састави Одељење за ваљаност пресуде како би се истражили прошли случајеви и осигурало да нико не буде погрешно затворен. Крејген каже да ће тужилаштво почети са сексуалним деликтима, а да је Хејден именован за шефа бироа јединице.
У последњој епизоди 13. сезоне „Ноћи родијума (1. део)“, заступник Марвин Ексли (Рон Рифкин) говори Бенсоновој да Хејден можда није особа за коју се представља, наговештавајући да је Хејден подмићен. На почетку 14. сезоне откривено је да се Хејденово име појавило на прислушкивању у истрази о служби за пословну пратњу. На крају епизоде, пошто је неколико чланова тужилаштва похапшено због мита и корупције, међу којима је била и шефица Бироа Пола Фостер (Пејџет Брустер), Амаро је рекао Бенсоновој да је Хејден дао оставку на функцију.

### Помоћници окружног тужиоца
| Лик             | Глумац             | Године  | Сезоне          | Сезоне          | Сезоне          | Сезоне          | Сезоне          | Сезоне          | Сезоне          | Сезоне          | Сезоне          | Сезоне          | Сезоне          | Сезоне          | Сезоне          | Сезоне          | Сезоне          | Сезоне          | Сезоне          | Сезоне          | Сезоне          | Сезоне          | Сезоне          | Сезоне          | Сезоне          | Бр. епизода | Белешке                    |
| Лик             | Глумац             | Године  | 1               | 2               | 3               | 4               | 5               | 6               | 7               | 8               | 9               | 10              | 11              | 12              | 13              | 14              | 15              | 16              | 17              | 18              | 19              | 20              | 21              | 22              | 23              | Бр. епизода | Белешке                    |
| --------------- | ------------------ | ------- | --------------- | --------------- | --------------- | --------------- | --------------- | --------------- | --------------- | --------------- | --------------- | --------------- | --------------- | --------------- | --------------- | --------------- | --------------- | --------------- | --------------- | --------------- | --------------- | --------------- | --------------- | --------------- | --------------- | ----------- | -------------------------- |
| Ерика Алден     | Рејко Ејлсворт     | 2000    |                 | Не појављује се | Не појављује се | Не појављује се | Не појављује се | Не појављује се | Не појављује се | Не појављује се | Не појављује се | Не појављује се | Не појављује се | Не појављује се | Не појављује се | Не појављује се | Не појављује се | Не појављује се | Не појављује се | Не појављује се | Не појављује се | Не појављује се | Не појављује се | Не појављује се | Не појављује се | 3           |                            |
| Кетлин Истман   | Џена Стерн         | 2000    |                 | Не појављује се | Не појављује се | Не појављује се | Не појављује се | Не појављује се | Не појављује се | Не појављује се | Не појављује се | Не појављује се | Не појављује се | Не појављује се | Не појављује се | Не појављује се | Не појављује се | Не појављује се | Не појављује се | Не појављује се | Не појављује се | Не појављује се | Не појављује се | Не појављује се | Не појављује се | 2           |                            |
| Фриц            | Алберт Џоунс       | 2007–09 | Не појављује се | Не појављује се | Не појављује се | Не појављује се | Не појављује се | Не појављује се | Не појављује се |                 | Не појављује се | Не појављује се |                 | Не појављује се | Не појављује се | Не појављује се | Не појављује се | Не појављује се | Не појављује се | Не појављује се | Не појављује се | Не појављује се | Не појављује се | Не појављује се | Не појављује се | 2           |                            |
| Кристен Торес   | Лизет Карион       | 2008–09 | Не појављује се | Не појављује се | Не појављује се | Не појављује се | Не појављује се | Не појављује се | Не појављује се | Не појављује се | Не појављује се |                 | Не појављује се | Не појављује се | Не појављује се | Не појављује се | Не појављује се | Не појављује се | Не појављује се | Не појављује се | Не појављује се | Не појављује се | Не појављује се | Не појављује се | Не појављује се | 2           |                            |
| Кендра Гил      | Гречен Еголф       | 2009–10 | Не појављује се | Не појављује се | Не појављује се | Не појављује се | Не појављује се | Не појављује се | Не појављује се | Не појављује се | Не појављује се |                 |                 | Не појављује се | Не појављује се | Не појављује се | Не појављује се | Не појављује се | Не појављује се | Не појављује се | Не појављује се | Не појављује се | Не појављује се | Не појављује се | Не појављује се | 2           | Касније постала заступница |
| Џо Марлов       | Шерон Стоун        | 2010    | Не појављује се | Не појављује се | Не појављује се | Не појављује се | Не појављује се | Не појављује се | Не појављује се | Не појављује се | Не појављује се | Не појављује се |                 | Не појављује се | Не појављује се | Не појављује се | Не појављује се | Не појављује се | Не појављује се | Не појављује се | Не појављује се | Не појављује се | Не појављује се | Не појављује се | Не појављује се | 4           |                            |
| Шери Вест       | Френси Свифт       | 2010–11 | Не појављује се | Не појављује се | Не појављује се | Не појављује се | Не појављује се | Не појављује се | Не појављује се | Не појављује се | Не појављује се | Не појављује се | Не појављује се |                 | Не појављује се | Не појављује се | Не појављује се | Не појављује се | Не појављује се | Не појављује се | Не појављује се | Не појављује се | Не појављује се | Не појављује се | Не појављује се | 4           | Касније постала заступница |
| Џилијан Хардвик | Мелиса Сејџмилер   | 2010–11 | Не појављује се | Не појављује се | Не појављује се | Не појављује се | Не појављује се | Не појављује се | Не појављује се | Не појављује се | Не појављује се | Не појављује се | Не појављује се |                 | Не појављује се | Не појављује се | Не појављује се | Не појављује се | Не појављује се | Не појављује се | Не појављује се | Не појављује се | Не појављује се | Не појављује се | Не појављује се | 10          |                            |
| Роуз Калијар    | Табита Холберт     | 2011–17 | Не појављује се | Не појављује се | Не појављује се | Не појављује се | Не појављује се | Не појављује се | Не појављује се | Не појављује се | Не појављује се | Не појављује се | Не појављује се | Не појављује се |                 | Не појављује се | Повратна        | Повратна        | Повратна        | Повратна        | Не појављује се | Не појављује се | Не појављује се | Не појављује се | Не појављује се | 7           |                            |
| Пипа Кокс       | Џесика Филипс      | 2013–16 | Не појављује се | Не појављује се | Не појављује се | Не појављује се | Не појављује се | Не појављује се | Не појављује се | Не појављује се | Не појављује се | Не појављује се | Не појављује се | Не појављује се | Не појављује се | Повратна        | Повратна        | Повратна        | Повратна        | Не појављује се | Не појављује се | Не појављује се | Не појављује се | Не појављује се | Не појављује се | 7           |                            |
| Дерек Страус    | Грег Герман        | 2013–14 | Не појављује се | Не појављује се | Не појављује се | Не појављује се | Не појављује се | Не појављује се | Не појављује се | Не појављује се | Не појављује се | Не појављује се | Не појављује се | Не појављује се | Не појављује се |                 |                 | Не појављује се | Не појављује се | Не појављује се | Не појављује се | Не појављује се | Не појављује се | Не појављује се | Не појављује се | 3           |                            |
| Кенет О’Двајер  | Роберт Шон Леонард | 2015–16 | Не појављује се | Не појављује се | Не појављује се | Не појављује се | Не појављује се | Не појављује се | Не појављује се | Не појављује се | Не појављује се | Не појављује се | Не појављује се | Не појављује се | Не појављује се | Не појављује се | Не појављује се |                 |                 | Не појављује се | Не појављује се | Не појављује се | Не појављује се | Не појављује се | Не појављује се | 3           |                            |

Џо Марло
ПОТ Џо Марло (Шерон Стоун) је довео тужилац Џек Макој у 11. сезони пошто је ПОТ Александра Кабот отишла да би помогла жртвама силовања у Конгу. Она је била полицијска поручница и ортакиња детектива Стаблера отприлике четири године пре него што се он упарио са детективком Бенсоном. Она се први пут појавила у 21. епизоди сезоне „Бакља” у којој је Макој упућује да се позабави случајем у којем су две младе девојке погинуле у пожару. Стаблер и Бенсонова се појављују на месту злочина, а Стаблер је потресен када је видео своју стару ортакињу и више је био изненађен сазнањем да она сада ради у тужилаштву. Бенсонова верује да је Марлоова прихватила посао као ПОТ за ОСЖ само да би поново могла да ради са Стаблером.
У следећој епизоди "Кец", Марлоова и капетан Крејген сукобљавају се око начина на који треба да реше случај у којем је откривен ланац трговине бебама и млада жена и њена беба су у опасности. Марлоова наређује Бенсоновој и Стаблеру да ухвате вођу ланца на делу, а Крејген жели да ЕСУ преузме починиоца у његовом складишту. Крејген примећује Марлоовој: „Ти си шефица у судском делу, а не овде. Марлоова напушта испоставу, а Крејген је отишао за њом напоље и подсетио је на то „зашто се заиста пензионисала“ 1995. године: када је била поручница послала је два детектива на тајни задатак који су касније помрли у покушају да ухапсе пролазника убицу. Марлоова одговара да је то била „одлука команде“. Крејгенови детективи хапсе коловођу док Крејген спасава младу жену у складишту.
На крају 11. сезоне у епизоди "Разбијена", Марлоова је узета као таокиња заједно са детективом Бенсоном и др. Ворнер у мртвачници од стране Софи Џерар (Изабел Апер), избезумљене мајке мртвог дечака. Џерардова је ранила др. Ворнер, а Бенсонова и Марлоова су морале да предузму акцију да јој спасу живот. Приговарајући мајци, Марлоова каже да зна како је то трпети бол и открива да јој је дијагностикован „агресивни“ тип рака и да је имала билатералну радикално уклањање дојке годину дана пре него што је преузела посао у ОСЖ-у. Марлоова је натерала Џерардову да спусти пиштољ тако што је подигла мртвог дечака и рекла да му треба мајка и дала јој га. ПОТ Џилијан Хардвик је заменила Марлоову као стални ПОТ ОСЖ-а на почетку 12. сезоне.
Часопис Недељна забава је оценио Стоунин наступ као „одличну присутност“ и „морала је да оживи свој најбољи... тон да би продала хокеј реплике“ у серији коју је описао као „мразну и претерану“.
Шери Вест
Шери Вест (Френси Свифт) је доведена као привремени ПОТ за почетак 12. сезоне. Вестова се први пут појавила у другој епизоди у којој је била тужитељка на случају у ком је педофил отимао и силовао девојчице. Када је осумњиченог у ћелији ОСЖ свирепо претукао полицајац, Вестова је уверила судију да се насиље над оптуженима више неће поновити. Вестова се затим појавила у трећој епизоди „Понашање“ у којој је Бенсонова сарађује са њом како би била задовољена правда за жртву силовања Вики Сајерс (Џенифер Лав Хјуит) и да би обезбедила да њен силоватељ Бил Харис (Џејмс Ле Грос) буде послат на дугогодишњу робију.
Вестова се вратила у 23. епизоди "Деликвент". Када су детективи ОСЖ-а пронашли пубертетлију Хантера Мазелона (Стерлинг Бомон) голог како спава у кревету младе жене, Вестова им је рекла да она не може да га оптужи за сексуални деликт, али може да буде оптужен за провалу и упад на туђе имање, између осталог. Када је Хантер током суђења рекао да га је Стаблер малтретирао пошто му је ставио лисице, Вестин случај је постао угрожен јер није било ни стварне жртве. Вестова је успела да натера Мазелона да га додели, што је он лажно урадио, али Стаблер је желео да Вестова позове на прекид. Тутуола и Стаблер су изнели опаску како им „сагоревају ПОТ-ови“ и можда је Вестова склопила нагодбу да покрије Стаблер како би им се свидела.
На крају 12. сезоне у епизоди "Димљени", жртва силовања је убијена неколико дана пре почетка суђења. Вестова је поново позвана и притисла је Бенсонову и Стаблера да пронађу убицу жртве. Бенсонова и Стаблер су уз њену помоћ открили да су убиство оркестрирали силоватељ, пријатељ и похлепни АТФ агент. Вест никада не добија прилику да осуди било кога, међутим, жртвина ћерка убија сва тројица оптужених у просторијама ОСЖ-а пре него што је Стаблер био приморан да је убије.
У четвртој епизоди 13. сезоне "Двоструки аршини", Вестова се појавила поново у испостави ОСЖ-а, али овог пута као заступница. Откривено је да јој је предузеће које ју је ангажовало „понудило бољи посао“.
Џилијан Хардвик
Џилијан "Џил" Хардвик је била главни ПОТ ОСЖ-а у 12. сезони. Она је ПОТ из Бруклина која је прешла у менхетански ОСЖ због свог великог дивљења према детективима Бенсоновом и Стаблеру. Она је заменила Мику Вон (Пола Патон) која је добила отказ након само једног случаја са екипом ОСЖ-а. Хардвикова има 92% осуђујућих пресуда како је изјавила у својој првој епизоди "Маркирано". Често је улазила у сукобе око случајева са Бенсоновом и Стаблером. Са Бенсоновом о случају када је жена силована у пубретету и почела је да се свети својим нападачима жигошући их врућим вешалицама за одећу. Она и Бенсонова су се такође сукобиле када је Вивијан Арлис (Марија Бело) — која је дала старатељство над својим сином Калвином (Чарли Тахан) Бенсоовој — била осумњичена за низ провала. Хардвикова и Стаблер су се сукобили око случаја у којем је вероватно дечак Ники Робертс (Ал Калдерон) пуцао и убио свог насилног очуха. Она је на крају била принуђена да одустане од случаја јер су и Ники и његова мајка Сандра (Дре де Матео) признавали да су га убили што је створило основану сумњу за обоје. У епизоди „Продор“, Хардвикова је осудила човека који је силовао агенткињу ФБИ-ја Дејну Луис (Марша Геј Харден) док је била на тајном задатку по наређењу Брајана Акермана (Џ. К. Макензи), вође белачке суперматистичке скупине који је био љут на њу јер је убила његовог сина Кајла у епизоди "РАР" у 7. сезони.
У својој последњој епизоди "Прасак", Хардвикова је покушала да осуди близанце Касандру (Роуз Макгауан) и Дага (Рајан Хрст) — који су такође у сексуалној вези — за њихову умешаност у свирепо бодење мушкарца заједно са злочинима преваре у Њујорку и Мајамију. Пуштени су уз јемство због недостатка доказа што је довело до Даговог убиства од стране Касандриног бившег љубавника Џерија Буларда (Том Ирвин). Хардвикова је поменута у епизоди "Репарације" када је Тутуола рекао да је на скупу у Мајамију пре него што се ПОТ Кејси Новак вратила као њихов привремени тужилац. Вестова је тада преузела привремену улогу ПОТ-а у последње две епизоде 12. сезоне.
Мелиса Сејџмилер се раније појавила на У ОСЖ-у у епизоди „Руска љубавна песма“ у 1. сезони у којој је тумачила жртву силовања. Сејџмилерова је о личности свог лика рекла: „Она је чврста... има срце, само добија оно што жели. Сејџмилерова је такође додала: "Она се држи слова закона, понекад и греши, али ипак мислим да она увек ради праву ствар."

### Заступници
| Лик             | Глумац              | Године  | Сезоне          | Сезоне          | Сезоне          | Сезоне          | Сезоне          | Сезоне          | Сезоне          | Сезоне          | Сезоне          | Сезоне          | Сезоне          | Сезоне          | Сезоне          | Сезоне          | Сезоне          | Сезоне          | Сезоне          | Сезоне          | Сезоне          | Сезоне          | Сезоне          | Сезоне          | Сезоне          | Бр. епизода | Белешке               |
| Лик             | Глумац              | Године  | 1               | 2               | 3               | 4               | 5               | 6               | 7               | 8               | 9               | 10              | 11              | 12              | 13              | 14              | 15              | 16              | 17              | 18              | 19              | 20              | 21              | 22              | 23              | Бр. епизода | Белешке               |
| --------------- | ------------------- | ------- | --------------- | --------------- | --------------- | --------------- | --------------- | --------------- | --------------- | --------------- | --------------- | --------------- | --------------- | --------------- | --------------- | --------------- | --------------- | --------------- | --------------- | --------------- | --------------- | --------------- | --------------- | --------------- | --------------- | ----------- | --------------------- |
| Дон Невин       | Френк Дил           | 1999–01 |                 |                 | Не појављује се | Не појављује се | Не појављује се | Не појављује се | Не појављује се | Не појављује се | Не појављује се | Не појављује се | Не појављује се | Не појављује се | Не појављује се | Не појављује се | Не појављује се | Не појављује се | Не појављује се | Не појављује се | Не појављује се | Не појављује се | Не појављује се | Не појављује се | Не појављује се | 5           |                       |
| Џејмс Вудро     | Крег Вро            | 2000–07 | Повратна        | Повратна        | Повратна        | Не појављује се |                 | Не појављује се |                 | Не појављује се |                 | Не појављује се | Не појављује се | Не појављује се | Не појављује се | Не појављује се | Не појављује се | Не појављује се | Не појављује се | Не појављује се | Не појављује се | Не појављује се | Не појављује се | Не појављује се | Не појављује се | 9           |                       |
| Госпођица Регал | Лиз Ларсен          | 2000–02 |                 | Не појављује се |                 | Не појављује се | Не појављује се | Не појављује се | Не појављује се | Не појављује се | Не појављује се | Не појављује се | Не појављује се | Не појављује се | Не појављује се | Не појављује се | Не појављује се | Не појављује се | Не појављује се | Не појављује се | Не појављује се | Не појављује се | Не појављује се | Не појављује се | Не појављује се | 3           |                       |
| Милтон Шенфелд  | Роб Бартлет         | 2000–02 | Повратна        | Повратна        | Повратна        | Повратна        | Не појављује се | Не појављује се | Не појављује се | Не појављује се | Не појављује се | Не појављује се | Не појављује се | Не појављује се | Не појављује се | Не појављује се | Не појављује се | Не појављује се | Не појављује се | Не појављује се | Не појављује се | Не појављује се | Не појављује се | Не појављује се | Не појављује се | 7           |                       |
| Роџер Креслерr  | Нед Ајзенберг       | 2001–22 | Не појављује се | Не појављује се | Повратна        | Повратна        | Повратна        | Повратна        | Повратна        | Повратна        | Не појављује се | Повратна        | Повратна        | Повратна        | Повратна        | Повратна        | Не појављује се | Не појављује се |                 | Не појављује се |                 |                 | Не појављује се | Не појављује се | Не појављује се | 21          |                       |
| Керолин Медокс  | К. К. Х. Паундер    | 2001–10 | Не појављује се | Не појављује се |                 | Не појављује се |                 | Не појављује се |                 | Не појављује се | Не појављује се |                 | Не појављује се |                 | Не појављује се | Не појављује се | Не појављује се | Не појављује се | Не појављује се | Не појављује се | Не појављује се | Не појављује се | Не појављује се | Не појављује се | Не појављује се | 5           |                       |
| Клео Конрад     | Џил Мари Лоренс     | 2002–08 | Не појављује се | Не појављује се | Повратна        | Повратна        | Повратна        | Повратна        | Повратна        | Повратна        | Повратна        | Не појављује се | Не појављује се | Не појављује се | Не појављује се | Не појављује се | Не појављује се | Не појављује се | Не појављује се | Не појављује се | Не појављује се | Не појављује се | Не појављује се | Не појављује се | Не појављује се | 17          |                       |
| Тревор Ленган   | Питер Херман        | 2002–   | Не појављује се | Не појављује се | Повратна        | Повратна        | Повратна        | Повратна        | Повратна        | Повратна        | Повратна        | Повратна        | Повратна        | Повратна        | Не појављује се | Не појављује се |                 |                 | Не појављује се | Не појављује се |                 | Не појављује се |                 | Не појављује се |                 | 35          |                       |
| Ђина Бернадо    | Илеана Даглас       | 2002–03 | Не појављује се | Не појављује се | Не појављује се |                 | Не појављује се | Не појављује се | Не појављује се | Не појављује се | Не појављује се | Не појављује се | Не појављује се | Не појављује се | Не појављује се | Не појављује се | Не појављује се | Не појављује се | Не појављује се | Не појављује се | Не појављује се | Не појављује се | Не појављује се | Не појављује се | Не појављује се | 3           |                       |
| Мортон Бергер   | Мајкл Лернер        | 2003–06 | Не појављује се | Не појављује се | Не појављује се |                 | Не појављује се | Не појављује се |                 | Не појављује се | Не појављује се | Не појављује се | Не појављује се | Не појављује се | Не појављује се | Не појављује се | Не појављује се | Не појављује се | Не појављује се | Не појављује се | Не појављује се | Не појављује се | Не појављује се | Не појављује се | Не појављује се | 2           |                       |
| Бери Мордок     | Џон Калум           | 2003–07 | Не појављује се | Не појављује се | Не појављује се |                 |                 | Не појављује се | Повратна        | Повратна        | Повратна        | Не појављује се | Не појављује се | Не појављује се | Не појављује се | Не појављује се | Не појављује се | Не појављује се | Не појављује се | Не појављује се | Не појављује се | Не појављује се | Не појављује се | Не појављује се | Не појављује се | 6           | Касније постао судија |
| Дона Емет       | Вајола Дејвис       | 2003–08 | Не појављује се | Не појављује се | Не појављује се |                 | Не појављује се |                 | Не појављује се | Повратна        | Повратна        | Повратна        | Не појављује се | Не појављује се | Не појављује се | Не појављује се | Не појављује се | Не појављује се | Не појављује се | Не појављује се | Не појављује се | Не појављује се | Не појављује се | Не појављује се | Не појављује се | 7           |                       |
| Лорна Скери     | Мариет Хартли       | 2003–11 | Не појављује се | Не појављује се | Не појављује се | Повратна        | Повратна        | Повратна        | Не појављује се |                 | Не појављује се |                 | Не појављује се |                 | Не појављује се | Не појављује се | Не појављује се | Не појављује се | Не појављује се | Не појављује се | Не појављује се | Не појављује се | Не појављује се | Не појављује се | Не појављује се | 6           |                       |
| Ники Штајнс     | Кали Торн           | 2003–   | Не појављује се | Не појављује се | Не појављује се | Не појављује се |                 | Не појављује се | Не појављује се | Не појављује се | Не појављује се | Не појављује се | Не појављује се | Не појављује се | Не појављује се | Не појављује се | Не појављује се | Не појављује се | Не појављује се | Повратна        | Повратна        | Повратна        | Не појављује се | Не појављује се |                 | 8           |                       |
| Ребека Балтус   | Беверли Д'Анђело    | 2003–08 | Не појављује се | Не појављује се | Не појављује се | Не појављује се |                 | Не појављује се | Не појављује се | Не појављује се |                 | Не појављује се | Не појављује се | Не појављује се | Не појављује се | Не појављује се | Не појављује се | Не појављује се | Не појављује се | Не појављује се | Не појављује се | Не појављује се | Не појављује се | Не појављује се | Не појављује се | 5           |                       |
| Лајонел Гренџер | Дејвид Дорнтон      | 2003–10 | Не појављује се | Не појављује се | Не појављује се | Не појављује се | Повратна        | Повратна        | Повратна        | Повратна        | Не појављује се |                 |                 | Не појављује се | Не појављује се | Не појављује се | Не појављује се | Не појављује се | Не појављује се | Не појављује се | Не појављује се | Не појављује се | Не појављује се | Не појављује се | Не појављује се | 10          |                       |
| Лин Риф         | Блер Браун          | 2004    | Не појављује се | Не појављује се | Не појављује се | Не појављује се |                 |                 | Не појављује се | Не појављује се | Не појављује се | Не појављује се | Не појављује се | Не појављује се | Не појављује се | Не појављује се | Не појављује се | Не појављује се | Не појављује се | Не појављује се | Не појављује се | Не појављује се | Не појављује се | Не појављује се | Не појављује се | 2           |                       |
| Шонси Зирко     | Питер Рајгерт       | 2004–07 | Не појављује се | Не појављује се | Не појављује се | Не појављује се | Повратна        | Повратна        | Повратна        | Повратна        | Повратна        | Не појављује се | Не појављује се | Не појављује се | Не појављује се | Не појављује се | Не појављује се | Не појављује се | Не појављује се | Не појављује се | Не појављује се | Не појављује се | Не појављује се | Не појављује се | Не појављује се | 7           |                       |
| Оливер Гејтс    | Бери Боствик        | 2004–07 | Не појављује се | Не појављује се | Не појављује се | Не појављује се | Повратна        | Повратна        | Повратна        | Повратна        | Не појављује се | Не појављује се | Не појављује се | Не појављује се | Не појављује се | Не појављује се | Не појављује се | Не појављује се | Не појављује се | Не појављује се | Не појављује се | Не појављује се | Не појављује се | Не појављује се | Не појављује се | 5           |                       |
| Линден Делрој   | Џ. Пол Николас      | 2005–12 | Не појављује се | Не појављује се | Не појављује се | Не појављује се | Не појављује се | Повратна        | Повратна        | Повратна        | Повратна        | Повратна        | Повратна        | Повратна        | Повратна        | Не појављује се | Не појављује се | Не појављује се | Не појављује се | Не појављује се | Не појављује се | Не појављује се | Не појављује се | Не појављује се | Не појављује се | 12          |                       |
| Софи Девер      | Ени Потс            | 2005–09 | Не појављује се | Не појављује се | Не појављује се | Не појављује се | Не појављује се | Не појављује се |                 | Не појављује се |                 |                 | Не појављује се | Не појављује се | Не појављује се | Не појављује се | Не појављује се | Не појављује се | Не појављује се | Не појављује се | Не појављује се | Не појављује се | Не појављује се | Не појављује се | Не појављује се | 4           |                       |
| Хаши Хоровиц    | Џо Грифаси          | 2005–18 | Не појављује се | Не појављује се | Не појављује се | Не појављује се | Не појављује се | Не појављује се | Повратна        | Повратна        | Повратна        | Повратна        | Не појављује се |                 | Не појављује се |                 | Не појављује се | Не појављује се | Не појављује се | Не појављује се | Повратна        | Повратна        | Повратна        | Не појављује се |                 | 11          | Касније постао судија |
| Чарли Мос       | Џејмс Нотон         | 2006–07 | Не појављује се | Не појављује се | Не појављује се | Не појављује се | Не појављује се | Не појављује се | Не појављује се |                 | Не појављује се | Не појављује се | Не појављује се | Не појављује се | Не појављује се | Не појављује се | Не појављује се | Не појављује се | Не појављује се | Не појављује се | Не појављује се | Не појављује се | Не појављује се | Не појављује се | Не појављује се | 2           |                       |
| Метју Брејден   | Стивен Вебер        | 2007    | Не појављује се | Не појављује се | Не појављује се | Не појављује се | Не појављује се | Не појављује се | Не појављује се |                 |                 | Не појављује се | Не појављује се | Не појављује се | Не појављује се | Не појављује се | Не појављује се | Не појављује се | Не појављује се | Не појављује се | Не појављује се | Не појављује се | Не појављује се | Не појављује се | Не појављује се | 3           |                       |
| Расел Хантер    | Остин Лиси          | 2007–11 | Не појављује се | Не појављује се | Не појављује се | Не појављује се | Не појављује се | Не појављује се | Не појављује се | Не појављује се | Повратна        | Повратна        | Повратна        | Повратна        | Не појављује се | Не појављује се | Не појављује се | Не појављује се | Не појављује се | Не појављује се | Не појављује се | Не појављује се | Не појављује се | Не појављује се | Не појављује се | 7           |                       |
| Миранда Понд    | Алекс Кингстон      | 2009–10 | Не појављује се | Не појављује се | Не појављује се | Не појављује се | Не појављује се | Не појављује се | Не појављује се | Не појављује се | Не појављује се | Повратна        | Повратна        | Повратна        | Не појављује се | Не појављује се | Не појављује се | Не појављује се | Не појављује се | Не појављује се | Не појављује се | Не појављује се | Не појављује се | Не појављује се | Не појављује се | 4           |                       |
| Патрис Лару     | Џери Рајан          | 2009–10 | Не појављује се | Не појављује се | Не појављује се | Не појављује се | Не појављује се | Не појављује се | Не појављује се | Не појављује се | Не појављује се |                 |                 | Не појављује се | Не појављује се | Не појављује се | Не појављује се | Не појављује се | Не појављује се | Не појављује се | Не појављује се | Не појављује се | Не појављује се | Не појављује се | Не појављује се | 3           |                       |
| Двајт Станић    | Роберт Клајн        | 2009–12 | Не појављује се | Не појављује се | Не појављује се | Не појављује се | Не појављује се | Не појављује се | Не појављује се | Не појављује се | Не појављује се | Повратна        | Повратна        | Повратна        | Повратна        | Не појављује се | Не појављује се | Не појављује се | Не појављује се | Не појављује се | Не појављује се | Не појављује се | Не појављује се | Не појављује се | Не појављује се | 4           |                       |
| Џон Бачанан     | Дилејни Вилијамс    | 2010–20 | Не појављује се | Не појављује се | Не појављује се | Не појављује се | Не појављује се | Не појављује се | Не појављује се | Не појављује се | Не појављује се | Не појављује се |                 | Не појављује се | Повратна        | Повратна        | Повратна        | Повратна        | Повратна        | Повратна        | Не појављује се | Не појављује се | Не појављује се | Не појављује се | Не појављује се | 14          |                       |
| Марвин Ексли    | Рон Рифкин          | 2011–14 | Не појављује се | Не појављује се | Не појављује се | Не појављује се | Не појављује се | Не појављује се | Не појављује се | Не појављује се | Не појављује се | Не појављује се | Не појављује се | Не појављује се |                 |                 | Не појављује се |                 | Не појављује се | Не појављује се | Не појављује се | Не појављује се | Не појављује се | Не појављује се | Не појављује се | 6           |                       |
| Бајард Елис     | Андре Брауер        | 2011–15 | Не појављује се | Не појављује се | Не појављује се | Не појављује се | Не појављује се | Не појављује се | Не појављује се | Не појављује се | Не појављује се | Не појављује се | Не појављује се | Не појављује се |                 |                 | Не појављује се |                 | Не појављује се | Не појављује се | Не појављује се | Не појављује се | Не појављује се | Не појављује се | Не појављује се | 6           |                       |
| Шери Вест       | Френси Свифт        | 2011    | Не појављује се | Не појављује се | Не појављује се | Не појављује се | Не појављује се | Не појављује се | Не појављује се | Не појављује се | Не појављује се | Не појављује се | Не појављује се | Не појављује се |                 | Не појављује се | Не појављује се | Не појављује се | Не појављује се | Не појављује се | Не појављује се | Не појављује се | Не појављује се | Не појављује се | Не појављује се | 1           | Раније била ПОТ       |
| Линус Тејт      | Дејвид Питу         | 2011–14 | Не појављује се | Не појављује се | Не појављује се | Не појављује се | Не појављује се | Не појављује се | Не појављује се | Не појављује се | Не појављује се | Не појављује се | Не појављује се | Не појављује се | Повратна        | Повратна        | Повратна        | Не појављује се | Не појављује се | Не појављује се | Не појављује се | Не појављује се | Не појављује се | Не појављује се | Не појављује се | 6           |                       |
| Софија Крејн    | Џеклин Хенди        | 2012–15 | Не појављује се | Не појављује се | Не појављује се | Не појављује се | Не појављује се | Не појављује се | Не појављује се | Не појављује се | Не појављује се | Не појављује се | Не појављује се | Не појављује се |                 | Не појављује се |                 |                 | Не појављује се | Не појављује се | Не појављује се | Не појављује се | Не појављује се | Не појављује се | Не појављује се | 6           |                       |
| Кендра Гил      | Гречен Еголф        | 2012    | Не појављује се | Не појављује се | Не појављује се | Не појављује се | Не појављује се | Не појављује се | Не појављује се | Не појављује се | Не појављује се | Не појављује се | Не појављује се | Не појављује се |                 | Не појављује се | Не појављује се | Не појављује се | Не појављује се | Не појављује се | Не појављује се | Не појављује се | Не појављује се | Не појављује се | Не појављује се | 2           | Раније била ПОТ       |
| Бери Кернс      | Реџ Е. Кети         | 2012–13 | Не појављује се | Не појављује се | Не појављује се | Не појављује се | Не појављује се | Не појављује се | Не појављује се | Не појављује се | Не појављује се | Не појављује се | Не појављује се | Не појављује се |                 |                 | Не појављује се | Не појављује се | Не појављује се | Не појављује се | Не појављује се | Не појављује се | Не појављује се | Не појављује се | Не појављује се | 4           |                       |
| Лоренцо Деаспио | Џејсон Сербон       | 2012–16 | Не појављује се | Не појављује се | Не појављује се | Не појављује се | Не појављује се | Не појављује се | Не појављује се | Не појављује се | Не појављује се | Не појављује се | Не појављује се | Не појављује се | Не појављује се | Повратна        | Повратна        | Повратна        | Повратна        | Не појављује се | Не појављује се | Не појављује се | Не појављује се | Не појављује се | Не појављује се | 6           |                       |
| Рита Калхун     | Елизабет Марвел     | 2012–21 | Не појављује се | Не појављује се | Не појављује се | Не појављује се | Не појављује се | Не појављује се | Не појављује се | Не појављује се | Не појављује се | Не појављује се | Не појављује се | Не појављује се | Не појављује се | Повратна        | Повратна        | Повратна        | Повратна        | Повратна        | Не појављује се | Не појављује се | Не појављује се |                 | Не појављује се | 12          |                       |
| Марта Марун     | Рене Елис Голдсбери | 2013–14 | Не појављује се | Не појављује се | Не појављује се | Не појављује се | Не појављује се | Не појављује се | Не појављује се | Не појављује се | Не појављује се | Не појављује се | Не појављује се | Не појављује се | Не појављује се |                 |                 | Не појављује се | Не појављује се | Не појављује се | Не појављује се | Не појављује се | Не појављује се | Не појављује се | Не појављује се | 3           |                       |
| Минона Ефрон    | Ниа Вардалос        | 2013–14 | Не појављује се | Не појављује се | Не појављује се | Не појављује се | Не појављује се | Не појављује се | Не појављује се | Не појављује се | Не појављује се | Не појављује се | Не појављује се | Не појављује се | Не појављује се |                 |                 | Не појављује се | Не појављује се | Не појављује се | Не појављује се | Не појављује се | Не појављује се | Не појављује се | Не појављује се | 3           |                       |
| Лесте Коен      | Џефри Тамбор        | 2013–14 | Не појављује се | Не појављује се | Не појављује се | Не појављује се | Не појављује се | Не појављује се | Не појављује се | Не појављује се | Не појављује се | Не појављује се | Не појављује се | Не појављује се | Не појављује се |                 |                 | Не појављује се | Не појављује се | Не појављује се | Не појављује се | Не појављује се | Не појављује се | Не појављује се | Не појављује се | 4           |                       |
| Ванеса Мајер    | Лорен Амброз        | 2013    | Не појављује се | Не појављује се | Не појављује се | Не појављује се | Не појављује се | Не појављује се | Не појављује се | Не појављује се | Не појављује се | Не појављује се | Не појављује се | Не појављује се | Не појављује се |                 |                 | Не појављује се | Не појављује се | Не појављује се | Не појављује се | Не појављује се | Не појављује се | Не појављује се | Не појављује се | 2           |                       |
| Мики Д'Анђело   | Џозеф Лајл Тејлор   | 2015–   | Не појављује се | Не појављује се | Не појављује се | Не појављује се | Не појављује се | Не појављује се | Не појављује се | Не појављује се | Не појављује се | Не појављује се | Не појављује се | Не појављује се | Не појављује се | Не појављује се | Не појављује се | Повратна        | Повратна        | Повратна        | Не појављује се | Не појављује се |                 | Не појављује се |                 | 6           |                       |
| Арлин Хелер     | Сузи Есмен          | 2015–18 | Не појављује се | Не појављује се | Не појављује се | Не појављује се | Не појављује се | Не појављује се | Не појављује се | Не појављује се | Не појављује се | Не појављује се | Не појављује се | Не појављује се | Не појављује се | Не појављује се | Не појављује се |                 |                 | Не појављује се |                 | Не појављује се | Не појављује се | Не појављује се | Не појављује се | 4           |                       |
| Сунил Варма     | Хари Дилон          | 2015–16 | Не појављује се | Не појављује се | Не појављује се | Не појављује се | Не појављује се | Не појављује се | Не појављује се | Не појављује се | Не појављује се | Не појављује се | Не појављује се | Не појављује се | Не појављује се | Не појављује се | Не појављује се | Повратна        | Повратна        | Повратна        | Не појављује се | Не појављује се | Не појављује се | Не појављује се | Не појављује се | 4           |                       |
| Вилијам Бигл    | Ричард Кајнд        | 2018–19 | Не појављује се | Не појављује се | Не појављује се | Не појављује се | Не појављује се | Не појављује се | Не појављује се | Не појављује се | Не појављује се | Не појављује се | Не појављује се | Не појављује се | Не појављује се | Не појављује се | Не појављује се | Не појављује се | Не појављује се | Не појављује се |                 |                 | Не појављује се | Не појављује се | Не појављује се | 3           |                       |

Бери Мордок
Бери Мордок (Џон Калум), судија, првобитно се појавио као заступник у епизоди "Појаве" у случају у којем се судило произвођачу дечје порнографије јер је давао упутства о томе како убити путем приче на интернет страници свог друштва. Он је радио на другом случају са Каботовом у епизоди „Маничав“ у којој је дете побило два средњошколца, а мајка му је давала лекове због илегалне маркетиншке кампање великог апотекарског друштва "Таушер-Лето". У седмој сезони радио је као заступник на случају са Кејси Новак као ПОТ-ом у епизоди „РАР“ у којој је бранио неонацистичку скупину. У епизоди 9 сезоне „Заслепљени“, Мордок и Новакова су заједно радили на случају у којем је насилни, шизофрени уметник отео и силовао две девојке. Почевши од епизоде "Новорођенчад" до представљања, Мордок је судија. Његов први случај (виђен) је случај дечака бескућника који је спалио средњошколца. У епизоди „Љига“, он је уцењен када је ОСЖ обавештен о видео снимку који му је послао познаник на коме се види како делфин грли жену на његовом послужитељу за личне датотеке што би могло бити увршћено као порнографија. Мордок се извукао из случаја у којем је силоватељ тврдио да га је порнографија навела да сексуално напада жене. Поново се састао са Каботовом у епизоди „Олово“ као судија који је председавао случајем човека са сметњама у развоју који је убио педијатра који га је малтретирао као дете. У току суђења, откривено је да окривљени пати од тровања оловом изазваних производима кинеске производње. У епизоди "Закуцавање" из 2009. Мордок је председавао случајем тешког пијанца оптуженог да је убио жену током нестанка алкохола. Када се ПОТ Соња Пакстон појавила пијана на суду, он јој је наредио да се лечи од алкохолизма. У епизоди "Опседнутост", Мордок је одбацио тужбу за силовање јер је истекао рок застарелости иако је навео да му је окривљени, старији педофил, одбојан.
Бајард Елис
Заступник Бајард Елис (Андре Брауер) први пут се појавио у епизоди "Прави верници" у 13. сезони. За њега се говори да је моћан бранилац који је своју пажњу усмерио на сиромашне и мањине што га заузврат чини прваком грађанских права. У епизоди "Истински верници" је бранио једног црнца коме се судило за напад на девојку у њеном стану и навео је лош полицијски поступак и заслугу жртве да добије осуђујућу пресуду. На крају ове епизоде је разговарао са детективком Бенсон на степеницама зграде суда. Након што га је Бенсонова осудила јер је осрамотио младу девојку на сведочењу, он јој је рекао да јој треба бекство и дао јој је своју карту говорећи јој да дође на једну од софтбол игара његове ћерке. У епизоди "Суноврат", Бенсонова је дала Елисову посетницу жени оптуженог чији је супруг бивша фудбалска звезда која пати од умањеног капацитета. Он је бранио бившу фудбалску звезду и добио осуђујућу пресуду. Бенсонова је такође позвала Елиса када је њеном полубрату била потребна правна помоћ пошто му је град одузео децу. Бенсонова и Елис су се зближили што је створило сукоб у епизоди „Ускраћена правда“ кад је Елис бранио једног човека од кога је Бенсонова осам година раније изнудила признање. Извршни ПОТ Дејвид Хејден, тужилац који поново истражује случај и Бенсонина симпатија, суочио се са Елисом око њихове везе који је претио да ће их разоткрити ако не поступе како треба. Бенсонова је тражила од Елиса да јој да мало времена да пронађе правог силоватеља што је она и учинила или ће она рећи окружном тужиоцу о својој вези са ИПОТ Хејденом. Елис се вратио у епизоди "Наслеђе ччудовишта" у 14. сезони када је детективка Бенсон тражила од њега да испита случај Реџија Роудса (Мајк Тајсон) који би требало да буде погубљен пошто је осуђен за убиство у Охају. Бенсонова је успелаа да натера Роудса да призна да је био злостављан када је је био мали од стране шефа кампа у Њујорку што је омогућило Елису да тврди да Роудсов првобитни бранилац то никада није изнео током суђења. Елис је открио масовно заташкавање главног тужиоца у изворном случају који је ускратио фотографске доказе да је Роудс сексуално злостављан од стране човека кога је убио. Елис је касније убедио судију да поштеди Роудса погубљења. Елис је следећи пут виђен у епизоди "Настрана правда" у 16. сезони када се обратио Бенсоновој и ОСЖ-у и тражио од њих да поново истраже случај на ком ради за "Пројекат Невиност". Уз помоћ сада капетана у пензији Крејгена, Елис је успео да поништи првобитну оптужбу против своје странке за силовање ћерке неколико деценија раније.

### Судије и судинице
| Лик             | Глумац              | Године  | Сезоне          | Сезоне          | Сезоне          | Сезоне          | Сезоне          | Сезоне          | Сезоне          | Сезоне          | Сезоне          | Сезоне          | Сезоне          | Сезоне          | Сезоне          | Сезоне          | Сезоне          | Сезоне          | Сезоне          | Сезоне          | Сезоне          | Сезоне          | Сезоне          | Сезоне          | Сезоне          | Бр. епизода | Белешке                        |
| Лик             | Глумац              | Године  | 1               | 2               | 3               | 4               | 5               | 6               | 7               | 8               | 9               | 10              | 11              | 12              | 13              | 14              | 15              | 16              | 17              | 18              | 19              | 20              | 21              | 22              | 23              | Бр. епизода | Белешке                        |
| --------------- | ------------------- | ------- | --------------- | --------------- | --------------- | --------------- | --------------- | --------------- | --------------- | --------------- | --------------- | --------------- | --------------- | --------------- | --------------- | --------------- | --------------- | --------------- | --------------- | --------------- | --------------- | --------------- | --------------- | --------------- | --------------- | ----------- | ------------------------------ |
| Алан Рајднор    | Харви Аткин         | 2000–11 | Повратна        | Повратна        | Повратна        | Повратна        | Повратна        | Не појављује се |                 | Не појављује се | Не појављује се | Повратна        | Повратна        | Повратна        | Не појављује се | Не појављује се | Не појављује се | Не појављује се | Не појављује се | Не појављује се | Не појављује се | Не појављује се | Не појављује се | Не појављује се | Не појављује се | 18          |                                |
| Сузна Валдера   | Лесли Ајвазиан      | 2000–02 | Повратна        | Повратна        | Повратна        | Повратна        | Не појављује се | Не појављује се | Не појављује се | Не појављује се | Не појављује се | Не појављује се | Не појављује се | Не појављује се | Не појављује се | Не појављује се | Не појављује се | Не појављује се | Не појављује се | Не појављује се | Не појављује се | Не појављује се | Не појављује се | Не појављује се | Не појављује се | 5           |                                |
| Кевин Бек       | Питер Френсис Џејмс | 2000    |                 |                 | Не појављује се | Не појављује се | Не појављује се | Не појављује се | Не појављује се | Не појављује се | Не појављује се | Не појављује се | Не појављује се | Не појављује се | Не појављује се | Не појављује се | Не појављује се | Не појављује се | Не појављује се | Не појављује се | Не појављује се | Не појављује се | Не појављује се | Не појављује се | Не појављује се | 5           |                                |
| Марк СЕлигман   | Том О’Рурк          | 2000–06 | Не појављује се | Повратна        | Повратна        | Повратна        | Повратна        | Повратна        | Повратна        | Не појављује се | Не појављује се | Не појављује се | Не појављује се | Не појављује се | Не појављује се | Не појављује се | Не појављује се | Не појављује се | Не појављује се | Не појављује се | Не појављује се | Не појављује се | Не појављује се | Не појављује се | Не појављује се | 19          |                                |
| Лена Петровски  | Џоана Мерлин        | 2000–11 | Не појављује се | Повратна        | Повратна        | Повратна        | Повратна        | Повратна        | Повратна        | Повратна        | Повратна        | Повратна        | Повратна        | Повратна        | Не појављује се | Не појављује се | Не појављује се | Не појављује се | Не појављује се | Не појављује се | Не појављује се | Не појављује се | Не појављује се | Не појављује се | Не појављује се | 43          |                                |
| Артур Коен      | Дејвид Липман       | 2002–09 | Не појављује се | Не појављује се | Повратна        | Повратна        | Повратна        | Не појављује се | Повратна        | Повратна        | Повратна        | Не појављује се | Не појављује се | Не појављује се | Не појављује се | Не појављује се | Не појављује се | Не појављује се | Не појављује се | Не појављује се | Не појављује се | Не појављује се | Не појављује се | Не појављује се | Не појављује се | 13          |                                |
| Рут Линден      | Џејн Хаудишел       | 2002–17 | Не појављује се | Не појављује се |                 | Не појављује се | Не појављује се | Не појављује се | Не појављује се | Не појављује се | Не појављује се | Не појављује се | Не појављује се | Не појављује се | Не појављује се | Повратна        | Повратна        | Повратна        | Не појављује се | Не појављује се |                 | Не појављује се | Не појављује се | Не појављује се | Не појављује се | 10          |                                |
| Данијел Ларсен  | Шила Тауси          | 2003–04 | Не појављује се | Не појављује се | Не појављује се | Повратна        | Повратна        | Повратна        | Не појављује се | Не појављује се | Не појављује се | Не појављује се | Не појављује се | Не појављује се | Не појављује се | Не појављује се | Не појављује се | Не појављује се | Не појављује се | Не појављује се | Не појављује се | Не појављује се | Не појављује се | Не појављује се | Не појављује се | 10          |                                |
| Лоис Престон    | Одри Џ. Нинан       | 2003–11 | Не појављује се | Не појављује се | Не појављује се | Повратна        | Повратна        | Повратна        | Повратна        | Не појављује се | Повратна        | Повратна        | Повратна        | Повратна        | Не појављује се | Не појављује се | Не појављује се | Не појављује се | Не појављује се | Не појављује се | Не појављује се | Не појављује се | Не појављује се | Не појављује се | Не појављује се | 20          |                                |
| Мери Кларк      | Марло Томас         | 2004    | Не појављује се | Не појављује се | Не појављује се | Не појављује се |                 | Не појављује се | Не појављује се | Не појављује се | Не појављује се | Не појављује се | Не појављује се | Не појављује се | Не појављује се | Не појављује се | Не појављује се | Не појављује се | Не појављује се | Не појављује се | Не појављује се | Не појављује се | Не појављује се | Не појављује се | Не појављује се | 4           |                                |
| Филип Вајлер    | Вилијам Вајтхед     | 2004    | Не појављује се | Не појављује се | Не појављује се | Не појављује се |                 | Не појављује се | Не појављује се | Не појављује се | Не појављује се | Не појављује се | Не појављује се | Не појављује се | Не појављује се | Не појављује се | Не појављује се | Не појављује се | Не појављује се | Не појављује се | Не појављује се | Не појављује се | Не појављује се | Не појављује се | Не појављује се | 2           |                                |
| Џозеф Терхјун   | Филип Боско         | 2004–06 | Не појављује се | Не појављује се | Не појављује се | Не појављује се |                 |                 | Не појављује се |                 | Не појављује се | Не појављује се | Не појављује се | Не појављује се | Не појављује се | Не појављује се | Не појављује се | Не појављује се | Не појављује се | Не појављује се | Не појављује се | Не појављује се | Не појављује се | Не појављује се | Не појављује се | 6           |                                |
| Карен Тејтен    | Патриша Калембер    | 2004–10 | Не појављује се | Не појављује се | Не појављује се | Не појављује се | Не појављује се | Повратна        | Повратна        | Повратна        | Повратна        | Не појављује се |                 |                 | Не појављује се | Не појављује се | Не појављује се | Не појављује се | Не појављује се | Не појављује се | Не појављује се | Не појављује се | Не појављује се | Не појављује се | Не појављује се | 9           |                                |
| Елизабет Донели | Џудит Лајт          | 2005–10 | Не појављује се | Не појављује се | Не појављује се | Не појављује се | Не појављује се | Не појављује се | Повратна        | Повратна        | Повратна        | Повратна        | Повратна        | Повратна        | Не појављује се | Не појављује се | Не појављује се | Не појављује се | Не појављује се | Не појављује се | Не појављује се | Не појављује се | Не појављује се | Не појављује се | Не појављује се | 12          | Раније била шефица Бироа ПОТ-а |
| Хаши Хоровиц    | Џо Грифаси          | 2005–21 | Не појављује се | Не појављује се | Не појављује се | Не појављује се | Не појављује се | Не појављује се | Повратна        | Повратна        | Повратна        | Повратна        | Не појављује се |                 | Не појављује се |                 | Не појављује се | Не појављује се |                 | Не појављује се | Повратна        | Повратна        | Повратна        | Не појављује се |                 | 14          | Раније био заступник           |
| Питер Харисон   | Питер Герети        | 2007–13 | Не појављује се | Не појављује се | Не појављује се | Не појављује се | Не појављује се | Не појављује се | Не појављује се |                 |                 | Не појављује се | Не појављује се | Не појављује се | Не појављује се |                 | Не појављује се | Не појављује се | Не појављује се | Не појављује се | Не појављује се | Не појављује се | Не појављује се | Не појављује се | Не појављује се | 4           |                                |
| Грегори Трентон | Џон Хенри Кокс      | 2007–10 | Не појављује се | Не појављује се | Не појављује се | Не појављује се | Не појављује се | Не појављује се | Не појављује се | Не појављује се |                 | Не појављује се |                 | Не појављује се | Не појављује се | Не појављује се | Не појављује се | Не појављује се | Не појављује се | Не појављује се | Не појављује се | Не појављује се | Не појављује се | Не појављује се | Не појављује се | 2           |                                |
| Бери Мордок     | Џон Калум           | 2008–11 | Не појављује се | Не појављује се | Не појављује се | Не појављује се | Не појављује се | Не појављује се | Не појављује се | Не појављује се | Не појављује се | Повратна        | Повратна        | Повратна        | Не појављује се | Не појављује се | Не појављује се | Не појављује се | Не појављује се | Не појављује се | Не појављује се | Не појављује се | Не појављује се | Не појављује се | Не појављује се | 5           | Раније био заступник           |
| Линда Маскин    | Тоње Патано         | 2009–   | Не појављује се | Не појављује се | Не појављује се | Не појављује се | Не појављује се | Не појављује се | Не појављује се | Не појављује се | Не појављује се |                 |                 | Не појављује се |                 |                 | Не појављује се | Не појављује се | Не појављује се | Не појављује се | Не појављује се | Не појављује се | Не појављује се | Не појављује се |                 | 7           |                                |
| Д. Ендрус       | Линдзи Круз         | 2009–11 | Не појављује се | Не појављује се | Не појављује се | Не појављује се | Не појављује се | Не појављује се | Не појављује се | Не појављује се | Не појављује се | Повратна        | Повратна        | Повратна        | Не појављује се | Не појављује се | Не појављује се | Не појављује се | Не појављује се | Не појављује се | Не појављује се | Не појављује се | Не појављује се | Не појављује се | Не појављује се | 7           |                                |
| Силвија Квин    | Кејт Нелинган       | 2010    | Не појављује се | Не појављује се | Не појављује се | Не појављује се | Не појављује се | Не појављује се | Не појављује се | Не појављује се | Не појављује се | Не појављује се |                 |                 | Не појављује се | Не појављује се | Не појављује се | Не појављује се | Не појављује се | Не појављује се | Не појављује се | Не појављује се | Не појављује се | Не појављује се | Не појављује се | 2           |                                |
| Шила Триплер    | Анита Џилет         | 2010    | Не појављује се | Не појављује се | Не појављује се | Не појављује се | Не појављује се | Не појављује се | Не појављује се | Не појављује се | Не појављује се | Не појављује се |                 |                 | Не појављује се | Не појављује се | Не појављује се | Не појављује се | Не појављује се | Не појављује се | Не појављује се | Не појављује се | Не појављује се | Не појављује се | Не појављује се | 2           |                                |
| Д. Серани       | Мајкл Мастро        | 2011–   | Не појављује се | Не појављује се | Не појављује се | Не појављује се | Не појављује се | Не појављује се | Не појављује се | Не појављује се | Не појављује се | Не појављује се | Не појављује се | Не појављује се | Повратна        | Повратна        | Повратна        | Повратна        | Повратна        | Повратна        | Повратна        | Повратна        | Повратна        | Повратна        | Повратна        | 23          |                                |
| Елана Барт      | Џена Стерн          | 2011–   | Не појављује се | Не појављује се | Не појављује се | Не појављује се | Не појављује се | Не појављује се | Не појављује се | Не појављује се | Не појављује се | Не појављује се | Не појављује се | Не појављује се | Повратна        | Повратна        | Повратна        | Повратна        | Повратна        | Повратна        | Повратна        | Повратна        | Повратна        | Не појављује се |                 | 13          | Касније постала заступница     |
| Карин Блејк     | Ејми Бребсон        | 2012–21 | Не појављује се | Не појављује се | Не појављује се | Не појављује се | Не појављује се | Не појављује се | Не појављује се | Не појављује се | Не појављује се | Не појављује се | Не појављује се | Не појављује се | Повратна        | Повратна        | Повратна        | Повратна        | Повратна        | Повратна        | Повратна        | Повратна        | Повратна        | Повратна        | Не појављује се | 17          |                                |
| Колин Макнамара | Стивен К. Бредбури  | 2012–   | Не појављује се | Не појављује се | Не појављује се | Не појављује се | Не појављује се | Не појављује се | Не појављује се | Не појављује се | Не појављује се | Не појављује се | Не појављује се | Не појављује се | Повратна        | Повратна        | Повратна        | Повратна        | Повратна        | Повратна        | Не појављује се | Не појављује се | Повратна        | Повратна        | Повратна        | 22          |                                |
| Глорија Пепитон | Соња Манзано        | 2013–20 | Не појављује се | Не појављује се | Не појављује се | Не појављује се | Не појављује се | Не појављује се | Не појављује се | Не појављује се | Не појављује се | Не појављује се | Не појављује се | Не појављује се | Не појављује се | Повратна        | Повратна        | Повратна        | Повратна        | Повратна        | Повратна        | Не појављује се |                 | Не појављује се | Не појављује се | 10          |                                |
| Фелиша Катано   | Аида Туртуро        | 2013–   | Не појављује се | Не појављује се | Не појављује се | Не појављује се | Не појављује се | Не појављује се | Не појављује се | Не појављује се | Не појављује се | Не појављује се | Не појављује се | Не појављује се | Не појављује се | Повратна        | Повратна        | Повратна        | Повратна        | Не појављује се | Не појављује се | Повратна        | Повратна        | Повратна        | Повратна        | 13          |                                |
| Дилајла Хокинс  | Викторија Роуел     | 2013–14 | Не појављује се | Не појављује се | Не појављује се | Не појављује се | Не појављује се | Не појављује се | Не појављује се | Не појављује се | Не појављује се | Не појављује се | Не појављује се | Не појављује се | Не појављује се |                 |                 | Не појављује се | Не појављује се | Не појављује се | Не појављује се | Не појављује се | Не појављује се | Не појављује се | Не појављује се | 2           |                                |
| Едвард Кофакс   | Џон Ротман          | 2014–19 | Не појављује се | Не појављује се | Не појављује се | Не појављује се | Не појављује се | Не појављује се | Не појављује се | Не појављује се | Не појављује се | Не појављује се | Не појављује се | Не појављује се | Не појављује се | Не појављује се | Повратна        | Повратна        | Повратна        | Повратна        | Повратна        | Не појављује се | Не појављује се | Не појављује се | Не појављује се | 5           | Избачен из коморе и ухапшен    |
| Анита Рајт      | Мери Е. Хоџис       | 2015–   | Не појављује се | Не појављује се | Не појављује се | Не појављује се | Не појављује се | Не појављује се | Не појављује се | Не појављује се | Не појављује се | Не појављује се | Не појављује се | Не појављује се | Не појављује се | Не појављује се | Не појављује се | Не појављује се | Повратна        | Повратна        | Повратна        | Повратна        | Не појављује се |                 |                 | 8           |                                |
| Елери           | Роко Систо          | 2019–21 | Не појављује се | Не појављује се | Не појављује се | Не појављује се | Не појављује се | Не појављује се | Не појављује се | Не појављује се | Не појављује се | Не појављује се | Не појављује се | Не појављује се | Не појављује се | Не појављује се | Не појављује се | Не појављује се | Не појављује се | Не појављује се | Не појављује се |                 | Не појављује се | Не појављује се | Не појављује се | 3           |                                |

### Вештаци
| Лик             | Глумац                 | Године  | Сезоне          | Сезоне          | Сезоне          | Сезоне          | Сезоне          | Сезоне          | Сезоне          | Сезоне          | Сезоне          | Сезоне          | Сезоне          | Сезоне          | Сезоне          | Сезоне          | Сезоне          | Сезоне          | Сезоне          | Сезоне          | Сезоне          | Сезоне          | Сезоне          | Сезоне          | Сезоне          | Бр. епизода | Белешке                         |
| Лик             | Глумац                 | Године  | 1               | 2               | 3               | 4               | 5               | 6               | 7               | 8               | 9               | 10              | 11              | 12              | 13              | 14              | 15              | 16              | 17              | 18              | 19              | 20              | 21              | 22              | 23              | Бр. епизода | Белешке                         |
| --------------- | ---------------------- | ------- | --------------- | --------------- | --------------- | --------------- | --------------- | --------------- | --------------- | --------------- | --------------- | --------------- | --------------- | --------------- | --------------- | --------------- | --------------- | --------------- | --------------- | --------------- | --------------- | --------------- | --------------- | --------------- | --------------- | ----------- | ------------------------------- |
| Емили Софер     | Линда Емонд            | 2004–14 | Не појављује се | Не појављује се | Не појављује се | Не појављује се |                 | Не појављује се | Не појављује се | Не појављује се |                 | Не појављује се |                 | Не појављује се |                 |                 | Не појављује се |                 | Не појављује се | Не појављује се | Не појављује се | Не појављује се | Не појављује се | Не појављује се | Не појављује се | 7           |                                 |
| Ребека Хендрикс | Мери Стјурат Мастерсон | 2004–07 | Не појављује се | Не појављује се | Не појављује се | Не појављује се | Не појављује се |                 |                 |                 | Не појављује се | Не појављује се | Не појављује се | Не појављује се | Не појављује се | Не појављује се | Не појављује се | Не појављује се | Не појављује се | Не појављује се | Не појављује се | Не појављује се | Не појављује се | Не појављује се | Не појављује се | 5           |                                 |
| Кап Џексон      | Џереми Ајронс          | 2011    | Не појављује се | Не појављује се | Не појављује се | Не појављује се | Не појављује се | Не појављује се | Не појављује се | Не појављује се | Не појављује се | Не појављује се | Не појављује се |                 | Не појављује се | Не појављује се | Не појављује се | Не појављује се | Не појављује се | Не појављује се | Не појављује се | Не појављује се | Не појављује се | Не појављује се | Не појављује се | 2           |                                 |
| Питер Линдстром | Бил Ирвин              | 2013–   | Не појављује се | Не појављује се | Не појављује се | Не појављује се | Не појављује се | Не појављује се | Не појављује се | Не појављује се | Не појављује се | Не појављује се | Не појављује се | Не појављује се | Не појављује се | Не појављује се | Повратна        | Повратна        | Повратна        | Повратна        | Не појављује се | Не појављује се | Повратна        | Повратна        | Повратна        | 14          |                                 |
| Карл Радник     | Џеферсон Мејс          | 2014–16 | Не појављује се | Не појављује се | Не појављује се | Не појављује се | Не појављује се | Не појављује се | Не појављује се | Не појављује се | Не појављује се | Не појављује се | Не појављује се | Не појављује се | Не појављује се | Не појављује се | Не појављује се |                 |                 | Не појављује се | Не појављује се | Не појављује се | Не појављује се | Не појављује се | Не појављује се | 7           | Осуђен на доживотну робију 2015 |

Ребека Хендрикс
Др. Ребека Хендрикс (Мери Стјуарт Мастерсон) је бивша полицајка која је била на полицијској академији са детективком Бенсон. Напустила је полицију да би постала психијатарка. Она се у почетку појавила у три епизоде у шестој сезони серије у којима је мењала члана главне поставе Б. Д. Вонга у серији док је он наступао у Бродвејским Пацифичким увертирама. У оквиру серије је речено да је Вонгов лик Џорџ Хуанг на посебном задатку са ФБИ-јем у Вашингтону. Нил Бир је изјавио да му је лик такође дао прилику да уведе сукоб између Бенсонове и Стаблера и рекао: „Стаблер се није увек осећао топло према психијатрији, али се загрева за овог лика — који је био и полицајац и психијатар."
Мастерсонова је поново тумачила улогу у епизоди „Под утицајем“ у седмој сезони у којој је помагала детективу Стаблеру да се помири са нерешеним проблемима у како је Бир назвао „осећајно разорном призору“. Она се последњи пут појавила у епизоди „Филаделфија“ у осмој сезони.

### Здравствени радници
| Лик                           | Глумац           | Године    | Сезоне          | Сезоне          | Сезоне          | Сезоне          | Сезоне          | Сезоне          | Сезоне          | Сезоне          | Сезоне          | Сезоне          | Сезоне          | Сезоне          | Сезоне          | Сезоне          | Сезоне          | Сезоне          | Сезоне          | Сезоне          | Сезоне          | Сезоне          | Сезоне          | Сезоне          | Сезоне          | Бр. епизода |
| Лик                           | Глумац           | Године    | 1               | 2               | 3               | 4               | 5               | 6               | 7               | 8               | 9               | 10              | 11              | 12              | 13              | 14              | 15              | 16              | 17              | 18              | 19              | 20              | 21              | 22              | 23              | Бр. епизода |
| ----------------------------- | ---------------- | --------- | --------------- | --------------- | --------------- | --------------- | --------------- | --------------- | --------------- | --------------- | --------------- | --------------- | --------------- | --------------- | --------------- | --------------- | --------------- | --------------- | --------------- | --------------- | --------------- | --------------- | --------------- | --------------- | --------------- | ----------- |
| Болничарка Мртинез            | Џоселин Рејес    | 2003–15   | Не појављује се | Не појављује се | Не појављује се | Не појављује се | Повратна        | Повратна        | Повратна        | Повратна        | Не појављује се | Не појављује се | Не појављује се |                 |                 | Не појављује се |                 |                 |                 | Не појављује се | Не појављује се | Не појављује се | Не појављује се | Не појављује се | Не појављује се | 17          |
| Др. Ен Морела                 | Џули Вајт        | 2003–07   | Не појављује се | Не појављује се | Не појављује се | Не појављује се |                 | Не појављује се |                 | Не појављује се |                 | Не појављује се | Не појављује се | Не појављује се | Не појављује се | Не појављује се | Не појављује се | Не појављује се | Не појављује се | Не појављује се | Не појављује се | Не појављује се | Не појављује се | Не појављује се | Не појављује се | 5           |
| Медицинска сестра Кери Хачинс | Елизабет Флакс   | 2003–11   | Не појављује се | Не појављује се | Не појављује се | Не појављује се | Повратна        | Повратна        | Повратна        | Повратна        | Повратна        | Повратна        | Не појављује се |                 |                 | Не појављује се | Не појављује се | Не појављује се | Не појављује се | Не појављује се | Не појављује се | Не појављује се | Не појављује се | Не појављује се | Не појављује се | 13          |
| Др. Кајл Бересфорд            | Стивен Грегори   | 2004–11   | Не појављује се | Не појављује се | Не појављује се | Не појављује се | Повратна        | Повратна        | Повратна        | Повратна        | Повратна        | Повратна        | Повратна        | Повратна        | Не појављује се | Не појављује се | Не појављује се | Не појављује се | Не појављује се | Не појављује се | Не појављује се | Не појављује се | Не појављује се | Не појављује се | Не појављује се | 18          |
| Др. Џејн Ларом                | Ен Џејмс         | 2006–11   | Не појављује се | Не појављује се | Не појављује се | Не појављује се | Не појављује се | Не појављује се | Не појављује се | Повратна        | Повратна        | Повратна        | Повратна        | Повратна        | Не појављује се | Не појављује се | Не појављује се | Не појављује се | Не појављује се | Не појављује се | Не појављује се | Не појављује се | Не појављује се | Не појављује се | Не појављује се | 9           |
| Др. Менинг                    | Амир Арисон      | 2009–11   | Не појављује се | Не појављује се | Не појављује се | Не појављује се | Не појављује се | Не појављује се | Не појављује се | Не појављује се | Не појављује се | Повратна        | Повратна        | Повратна        | Не појављује се | Не појављује се | Не појављује се | Не појављује се | Не појављује се | Не појављује се | Не појављује се | Не појављује се | Не појављује се | Не појављује се | Не појављује се | 8           |
| Др. Дарби Вајлдер             | Ивона Копац-Рајт | 2014–2021 | Не појављује се | Не појављује се | Не појављује се | Не појављује се | Не појављује се | Не појављује се | Не појављује се | Не појављује се | Не појављује се | Не појављује се | Не појављује се | Не појављује се | Не појављује се | Не појављује се | Не појављује се | Повратна        | Повратна        | Повратна        | Повратна        | Повратна        | Повратна        | Повратна        | Не појављује се | 11          |

### Породица Стаблер
| Лик               | Глумац          | Године  | Сезоне          | Сезоне          | Сезоне          | Сезоне          | Сезоне          | Сезоне          | Сезоне          | Сезоне          | Сезоне          | Сезоне          | Сезоне          | Сезоне          | Сезоне          | Сезоне          | Сезоне          | Сезоне          | Сезоне          | Сезоне          | Сезоне          | Сезоне          | Сезоне          | Сезоне          | Сезоне          | Бр. епизода |
| Лик               | Глумац          | Године  | 1               | 2               | 3               | 4               | 5               | 6               | 7               | 8               | 9               | 10              | 11              | 12              | 13              | 14              | 15              | 16              | 17              | 18              | 19              | 20              | 21              | 22              | 23              | Бр. епизода |
| ----------------- | --------------- | ------- | --------------- | --------------- | --------------- | --------------- | --------------- | --------------- | --------------- | --------------- | --------------- | --------------- | --------------- | --------------- | --------------- | --------------- | --------------- | --------------- | --------------- | --------------- | --------------- | --------------- | --------------- | --------------- | --------------- | ----------- |
| Кети Стаблер      | Изабел Гилис    | 1999–21 | Повратна        | Повратна        | Повратна        | Повратна        | Повратна        | Повратна        | Не појављује се | Повратна        | Повратна        | Повратна        | Повратна        | Повратна        | Не појављује се | Не појављује се | Не појављује се | Не појављује се | Не појављује се | Не појављује се | Не појављује се | Не појављује се | Не појављује се |                 | Не појављује се | 32          |
| Морин Стаблер     | Ерин Бродерик   | 1999–07 | Повратна        | Повратна        | Повратна        | Не појављује се | Не појављује се |                 | Не појављује се |                 | Не појављује се | Не појављује се | Не појављује се | Не појављује се | Не појављује се | Не појављује се | Не појављује се | Не појављује се | Не појављује се | Не појављује се | Не појављује се | Не појављује се | Не појављује се | Не појављује се | Не појављује се | 13          |
| Кетлин Стаблер    | Холидеј Сигал   | 1999    |                 | Не појављује се | Не појављује се | Не појављује се | Не појављује се | Не појављује се | Не појављује се | Не појављује се | Не појављује се | Не појављује се | Не појављује се | Не појављује се | Не појављује се | Не појављује се | Не појављује се | Не појављује се | Не појављује се | Не појављује се | Не појављује се | Не појављује се | Не појављује се | Не појављује се | Не појављује се | 6           |
| Кетлин Стаблер    | Алисон Сико     | 2002–21 | Не појављује се | Не појављује се |                 | Не појављује се | Не појављује се | Повратна        | Повратна        | Повратна        | Повратна        | Повратна        | Не појављује се |                 | Не појављује се | Не појављује се | Не појављује се | Не појављује се | Не појављује се | Не појављује се | Не појављује се | Не појављује се | Не појављује се |                 |                 | 18          |
| Ричард Стаблер    | Џефри Скаперота | 1999–21 |                 |                 | Не појављује се | Не појављује се |                 |                 | Не појављује се |                 | Не појављује се |                 |                 | Не појављује се | Не појављује се | Не појављује се | Не појављује се | Не појављује се | Не појављује се | Не појављује се | Не појављује се | Не појављује се | Не појављује се |                 |                 | 19          |
| Лизи Стаблер      | Патриша Кук     | 1999–07 |                 |                 | Не појављује се | Не појављује се | Не појављује се |                 | Не појављује се |                 | Не појављује се | Не појављује се | Не појављује се | Не појављује се | Не појављује се | Не појављује се | Не појављује се | Не појављује се | Не појављује се | Не појављује се | Не појављује се | Не појављује се | Не појављује се | Не појављује се | Не појављује се | 13          |
| Бернадет Стаблер  | Елен Бурстин    | 2008    | Не појављује се | Не појављује се | Не појављује се | Не појављује се | Не појављује се | Не појављује се | Не појављује се | Не појављује се | Не појављује се |                 | Не појављује се | Не појављује се | Не појављује се | Не појављује се | Не појављује се | Не појављује се | Не појављује се | Не појављује се | Не појављује се | Не појављује се | Не појављује се | Не појављује се | Не појављује се | 1           |
| Елиот Стаблер мл. | Ники Торча      | 2021    | Не појављује се | Не појављује се | Не појављује се | Не појављује се | Не појављује се | Не појављује се | Не појављује се | Не појављује се | Не појављује се | Не појављује се | Не појављује се | Не појављује се | Не појављује се | Не појављује се | Не појављује се | Не појављује се | Не појављује се | Не појављује се | Не појављује се | Не појављује се | Не појављује се | Не појављује се |                 | 1           |

Кети Стаблер
Кети Стаблер (Изабел Гилис) је супруга детектива Елиота Стаблера. Њих двоје су се венчалиса 17 година. Њих двоје су били раздвојени неко време између 6. и 8. сезоне, али Кети се појавила у одељењу у последњој епизоди 8. сезоне "Зајебани" и рекла му је да треба да дође кући јер је трудна. У епизоди "Очинство" у 9. сезони, Кети и детективка Бенсон су имале саобраћајну несрећу па је Бенсонова помогла Елиоту тако што је одвела Кети код лекара на преглед. Кети је била прикована и без свести када се Бенсонова пробудила и звала помоћ. Бенсонова је имала задатак да помогне хитној помоћи да је стабилизује јер нису могли да уђу у кола. Ватрогасци су извукли Кети из кола и сместили је у кола хитне помоћи где су јој кренули трудови и где је родила дечака пре него што је поново изгубила свест. Елиот, који је био у северној држави тражећи починиоца, стигао је у болницу и загрли Кети и њиховог сина Елиота млађег. Кети и Елиот имају петоро деце заједно: Морин, Кетлин Луиз, близанце Ричарда („Дикија“) и Елизабет („Лизи“) и Елиота мл. („Елија“ ). Кети се вратила у ОСЖ након 10 година паузе заједно са својим мужем Елиотом. У епизоди "Повратак изгубљеног сина", она се приближавала изнајмљенима колима која је намеравала да вози када је пукла бомба и она је упала у пречник праска. Одведена је у болницу и док је била тамо, дошло је до застоја срца и на крају је умрла од напрснућа слезине насталог усред пуцања бомбе.

### Бенсонина породица
| Лик               | Глумац               | Године       | Сезоне          | Сезоне          | Сезоне          | Сезоне          | Сезоне          | Сезоне          | Сезоне          | Сезоне          | Сезоне          | Сезоне          | Сезоне          | Сезоне          | Сезоне          | Сезоне          | Сезоне          | Сезоне          | Сезоне          | Сезоне          | Сезоне          | Сезоне          | Сезоне          | Сезоне          | Сезоне          | Бр. епизода |
| Лик               | Глумац               | Године       | 1               | 2               | 3               | 4               | 5               | 6               | 7               | 8               | 9               | 10              | 11              | 12              | 13              | 14              | 15              | 16              | 17              | 18              | 19              | 20              | 21              | 22              | 23              | Бр. епизода |
| ----------------- | -------------------- | ------------ | --------------- | --------------- | --------------- | --------------- | --------------- | --------------- | --------------- | --------------- | --------------- | --------------- | --------------- | --------------- | --------------- | --------------- | --------------- | --------------- | --------------- | --------------- | --------------- | --------------- | --------------- | --------------- | --------------- | ----------- |
| Серена Бенсон     | Елизабет Ешли        | 1999         |                 | Не појављује се | Не појављује се | Не појављује се | Не појављује се | Не појављује се | Не појављује се | Не појављује се | Не појављује се | Не појављује се | Не појављује се | Не појављује се | Не појављује се | Не појављује се | Не појављује се | Не појављује се | Не појављује се | Не појављује се | Не појављује се | Не појављује се | Не појављује се | Не појављује се | Не појављује се | 1           |
| Сајмон Марсден    | Мајкл Вестон         | 2007, 12, 19 | Не појављује се | Не појављује се | Не појављује се | Не појављује се | Не појављује се | Не појављује се | Не појављује се |                 | Не појављује се | Не појављује се | Не појављује се | Не појављује се |                 | Не појављује се | Не појављује се | Не појављује се | Не појављује се | Не појављује се | Не појављује се | Не појављује се |                 | Не појављује се | Не појављује се | 5           |
| Ноа Портер-Бенсон | Скајлар Дубау        | 2014–15      | Не појављује се | Не појављује се | Не појављује се | Не појављује се | Не појављује се | Не појављује се | Не појављује се | Не појављује се | Не појављује се | Не појављује се | Не појављује се | Не појављује се | Не појављује се | Не појављује се | Повратна        | Повратна        | Не појављује се | Не појављује се | Не појављује се | Не појављује се | Не појављује се | Не појављује се | Не појављује се | 9           |
| Ноа Портер-Бенсон | Бредли Дубау         | 2014–15      | Не појављује се | Не појављује се | Не појављује се | Не појављује се | Не појављује се | Не појављује се | Не појављује се | Не појављује се | Не појављује се | Не појављује се | Не појављује се | Не појављује се | Не појављује се | Не појављује се | Повратна        | Повратна        | Повратна        | Не појављује се | Не појављује се | Не појављује се | Не појављује се | Не појављује се | Не појављује се | 13          |
| Ноа Портер-Бенсон | Џек Навада-Браунварт | 2016–17      | Не појављује се | Не појављује се | Не појављује се | Не појављује се | Не појављује се | Не појављује се | Не појављује се | Не појављује се | Не појављује се | Не појављује се | Не појављује се | Не појављује се | Не појављује се | Не појављује се | Не појављује се | Не појављује се | Повратна        | Повратна        | Не појављује се | Не појављује се | Не појављује се | Не појављује се | Не појављује се | 10          |
| Ноа Портер-Бенсон | Рајан Багл           | 2017–        | Не појављује се | Не појављује се | Не појављује се | Не појављује се | Не појављује се | Не појављује се | Не појављује се | Не појављује се | Не појављује се | Не појављује се | Не појављује се | Не појављује се | Не појављује се | Не појављује се | Не појављује се | Не појављује се | Не појављује се | Не појављује се | Повратна        | Повратна        | Повратна        | Повратна        | Повратна        | 35          |

Сајмон Марсден
Сајмон Марсден (Мајкл Вестон) је полубрат детективке Бенсон кога је она открила испитивањем ДНК сродства. Он је задавао велике проблеме током осме сезоне Оливији и целој екипи пошто га је Оливија потражила у његовом дому у Новом Џерзију. Она је открила да га полиција истражује због ухођења, али у епизоди "Флорида" у 8. сезони откривено је да му је сместио полицијски капетан пошто га је држао као таоца. Због везе са "бегунцем", Бенсонова је удаљена са дужости на неко време што је постало познато на почетку 9. сезоне у епизоди "Замена". Сајмон се вратио у 13. сезони када је молио детективку Бенсон да му помогне пошто му је град протерао децу (Бенсонова је била видно потресена када је Сајмон рекао да му је њему њихов отац био бољи родитељ него он својој деци). Бенсонова је ангажовала заступника Бајарда Елиса да буде Симону заступник, али се потресла када ју је капетан Крејген упозорио да је Сајмон отео децу из хранитељског одма. Сајмон се поново појавио у 21. сезони када је покушао да закрпи ствари са Бенсоновом и упознао је њеног усвојеног сина Ноу. Она га је позвала на ручак са Ноом, али се разбеснела када јер се он није појавио па му је оставила бесну поруку на говорној пошти. Бенсонова је касније сазнала да је он умро од прекомерне количине дроге.

### Остали ликови
Сестра Пег
Сестра Пег (Шарлејн Вудард) је калуђерица која је живела и радила у Њујорку. Већина њеног посла укључивала је помоћ и заштиту проститутки па је дошла у спој са детективима ОСЖ-а Стаблером и Бенсоновом. У епизоди „Невиност“ у 6. сезони отео ју је убица ког су детективи ОСЖ-а покушавали да ухвате пошто су ступили у везу у просторијама ОСЖ-а. Претукао ју је сводник у епизоди "Слаба тачка" у 8. сезони пошто је покушала да помогне једној од његових девојака. У епизоди "Димљени" на крају 12. сезоне убила ју је једна млада девојка која је пуцала у просторијама ОСЖ-а са намером да побије мушкарце у притвору који су јој убили мајку.
Кен Тутуола
Кваси Тутуола (Ернест Водел) или како он више воли Кен Рендал је син детектива Тутуоле и први пут је поменут у епизоди „Кривотворина“ у којој је Фин изјавио да воли старо пандурско оружје. Фин је изјавио да Кен има 18 година. Он се појавио у епизоди "Прогон" у 6. сезони у којој је Тутуола упуцан пошто је покушао да спречи пљачку. Кен открива свом оцу да је признао да је педер у епизоди "Сој" у 7. сезони. У епизоди "Отров"у 7. сезони, Кен је ухапшен пошто је затечен како копа на празном месту док је био пијан. Откривено је да је Кен тражио жену и дете за које је његов полубрат Дариус рекао да их је побио. Ово је изазвало врелину за Тутуолу у одељењу док се борио да ослободи свог сина и докаже да је Дариус убица. Када је Дариус наговорио ОСЖ да им призна без присуства заступника, случај се наставио у епизоди "Зајебани" на крају 8. сезоне. Кен се вратио да покуша да помогне свом оцу и осталим детективима да пронађу доказе за осуду Даријуса. Док је сведочила, Кенова мајка је била приморана да открије да је Даријус плод силовања од стране њеног оца. Ова вест је запрепастила Кена јер то значи да му је Даријус такође и ујак. После тога, он и његов отац су прекинули везе са Даријусом због његових поступака. Током епизоде „Крива учења“ у 13. сезони, Кен је тражио помоћ од наредника Манча да открије свом оцу да се жени. Али пре него што је Кен успео да каже свом оцу, његов вереник је свирепо нападнут. Док је био у болници, Манч је рекао Тутуоли да је тај човек Кенов вереник због чега је Тутуола одлучио да пронађе нападаче. На крају се Алехандро опоравио од повреда па су се он и Кен венчали. У епизоди "Укрштање живота", откривено је да Кен и Алехандро чекају дете јер су пронашли сурогат. На Кеново изненађење и олакшање, Фин је био узбуђен што ће постати деда.
Током епизоде „Уведите шаљивџије“, Кен и Алехандро су посетили Фина на његовом послу за његов рођендан. Показало се да су успели да усвоје дечака Џејдена кога је Фин показао својим колегама.
У епизоди "Тамо доле у Ђавољој кухињи", Кен је помогао ОСЖ-у да пронађе низног силоватеља који је нападао педере испред кафана.
Марија Грази Амаро
Марија Грази Амаро (Лора Бенанти), супруга детектива Амара први пут се појавила у епизоди "Суноврат" у 13. сезони. Она је служила у оружаним снагама и била је стационирана у Ираку. У епизоди "Суноврат", Амаро је виђен како ћаска са њом о оцу жртве у једном од својих случајева који је служио у иностранству са њом. Помало су напето разговарали јер се њој није свиђао тон којим је он причао са њом кад ју је питао како никад није чула за тог човека. Пошто се вратила у Њујорк у епизоди "Службена прича", она се вратила у иностранство на нови задатак. У епизоди „Дан заљубљених“, она се поново вратила у Њујорк и појавила се у просторијама одељења пошто је Амаро закаснио на њихову вечеру за Дан заљубљених. На крају ове епизоде, Амаро је гледао своју жену како улази у непознати објекат због чега је јако посумњао да га вара. У следећој епизоди „Улична освета“, Амаро ју је видео како се састала на ручку са истим пријатељем из војске који се појавио у епизоди „Суноврат“. Амаро је отишао у Филаделфију где живи тај њен пријатељ, ударио га и рекао му да се окане његове жене. Марија је то открила и бесно ушла у одељење и побацала фасцикле са његовог стола. Почели су да се свађају на сред одељења све док Крејген није рекао Амару "не овде" па су отишли у просторију на спрату. Амаро је открио своју сумњу, а она је рекла да га не вара и да је у објекту у ком ју је видео да је ушла њен психијатар, а онда је излетела из просторије. На почетку 14. сезоне, пошто је Амаро одложио разговор са њом о њиховим проблемима, на крају се коначно извинио када му је рекла да се запослила у Лос Анђелесу у Калифорнији и да ће повести њихову ћерку.
Ким Ролинс
Ким Ролинс (Линдзи Палсифер) је сестра детективке Аманде Ролинс која је дошла у Њујорк у епизоди "Пријатељска Емили" у 14. сезони. Често је прекидала Аманду док је радила на случају отмице, а на крају те епизоде је Аманда потегла пиштољ на њеног дечка који је са Ким био у њеном стану и рекла му да изађе напоље. Касније се у епизоди "Смртоносна амбиција" Ким вратила у Њујорк, претучена и трудна са дететом свог дечка. Кад је АМанда чула вриштање у свом стану, видела је да је Ким напао бивши дечко па га је упуцала јер је потегао пиштољ. После првог разговора са поручником БУК-а Такером, Ким је променила причу како би окривила Аманду и открила је полису осигурања на бившег дечка у Амандино име. Ким је рекла да је то урадила да би изгледало као несрећа, али то је довело до Амандиног хапшења. Када је детектив Амаро снимио Кимино признање да је сместила Аманду, БУК одбацује оптужбе против Аманде и оптужује Ким због убиства, али је откривено да је она побегла из града. Ким се вратила у 17. сезони као осумњичена за напад и пљачку музичара. Њена злочиначка умешаност се поклопила са њиховом мајком која је била у Њујорку како би помогла око крштења Амандиног детета. Њихова мајка је била на Киминој страни и кривила је Аманду што је она била ухапшена и оптужена.
Вилијам Луис
Вилијам Луис (Пабло Шрајбер) је низни силоватељ и убица који се извукао са бројним оптужбама за силовање и убиство због грешака у саставу које су направиле различите полицијске надлежности. На крају 14. сезоне, Бенсонова и ПОТ Барба тражили су правду за Луисове жртве и покушавали да га заувек затворе, али се Луис опет извлачио на технику. Касније је провалио у стан детективке Бенсон и мучио је пре него што ју је касније отео и одвео на одвојено место, а успут је убио саобраћајца и родитеље свог заступника. Бенсонова се ослободила лисица и изударала да је мало фалило да га убије. Луис је послат у болницу и касније је оптужен и изведен пред суђење (епизода "Психо/терапеут") за напад и отмицу Бенсонове. Луис се самозаступао и маневрисао да примора Бенсонову да сведочи и свима исприча шта јој је урадио и шта му је она урадила јер му је осакатила једну ногу и оштетила бројне унутрашње органе, а чак му је и једно уво повредила. Бенсонова је лагала и порекла да га је обуздала, да се ослободио и да му је морала наудити да би га покорила. Ово је разбеснело Луиса током унакрсног испитивања. Луис је проглашен невиним по оптужби за силовање, али кривим за отмицу као и за напад на службено лице. Послат је у затвор, али пре него што се суђење завршило, подмитио је једног поротника да користи дрогирано пециву како би му позлило и нашао начин да побегне из затвора. Луис је затим поново прогонио Бенсонову током чега је убијао и отео једну девојчицу, Амелију Кол (Лили Пилблад) да би натерао Бенсонову да дође код њега у напуштени каменолом где ју је поново отео. Спремио се да поново покуша да силује Бенсонову, али када је она одбила да му покаже страх, он је одлучио да је натера да игра руски рулет са њим. Завршило се тако што је Оливија морала да прими последњи метак мислећи да ће је убити. Он је стао поред ње и брзо пуцао себи левом руком у главу како би изгледало као да је она пуцала на њега. Ово је била његова последња освета. Међутим, оптужбе против Бенсонове су касније одбачене. Последња ствар коју је Луис рекао Бенсоновој је да ће његова смрт бити последње што ће видети пре него што умре. У мртвачници округа Кингс, Бенсонова је питала да ли може последњи пут да погледа Луисово тело како би превазишла све.
У наредним сезонама, Луисово име постало је нека врста шифре за изузетно опасно стање, а Бенсонова је открила да ће њена траума и искушење са њим увек бити део ње. Током бурне размене са Амаром, он је оштро питао да ли она икада може да опрости Луису. Она није одговорила, а он се извинио.

### Ликови из других серија
| Лик                                             | Глумац              | Година         | # Епизода | Изворна серија                       |
| ----------------------------------------------- | ------------------- | -------------- | --------- | ------------------------------------ |
| Специјалисткиња судске медицине Елизабет Роџерс | Лесли Хендрикс      | 1999–00        | 9         | Ред и закон                          |
| Детектив Лени Бриско                            | Џери Орбак          | 1999–00        | 3         | Ред и закон                          |
| Детектив Ед Грин                                | Џеси Л. Мартин      | 1999–00        | 2         | Ред и закон                          |
| Др. Елизабет Оливет                             | Керолин Макормик    | 1999–01, 13-18 | 6         | Ред и закон                          |
| ПОТ Еби Кармајкл                                | Енџи Хармон         | 1999–00        | 6         | Ред и закон                          |
| Окружни тужилац Адам Шиф                        | Стивен Хил          | 2000           | 1         | Ред и закон                          |
| Др. Емил Скода                                  | Џ. К. Симонс        | 2000–01        | 6         | Ред и закон                          |
| Окружна тужитељка Нора Луин                     | Дајен Вист          | 2000–02        | 2         | Ред и закон                          |
| Извршни ПОТ/окружни тужилац Џек Макој           | Сем Вотерстон       | 2000–10, 18    | 4         | Ред и закон                          |
| Еди                                             | Спенсер Еба         | 2014           | 1         | Ред и закон                          |
| Судија Бери Абрамс                              | Патрик Товат        | 2000           | 1         | Ред и закон                          |
| Судија Волтер Шрајбер                           | Џон Ремзи           | 2000           | 1         | Ред и закон                          |
| Судиница Маргарет Бери                          | Дорис Белак         | 2000–01        | 2         | Ред и закон                          |
| Окружни тужилац Артур Бренч                     | Фред Далтон Томпсон | 2003–06        | 11        | Ред и закон                          |
| Судија Волтер Бредли                            | Питер Макроби       | 2003–12        | 18        | Ред и закон                          |
| Заступник Вејд Сивер                            | Мајкл Боутмен       | 2003–11        | 7         | Ред и закон                          |
| Судиница Ребека Штајнмен                        | Сузан Бломерт       | 2004           | 1         | Ред и закон                          |
| Шефица бироа ПОТ-а Трејси Кајбер                | Биби Новирт         | 2005           | 1         | Ред и закон: Суђење пред поротом     |
| Истражитељ окружног тужилаштва Хектор Салазар   | Кирк Акеведо        | 2005           | 1         | Ред и закон: Суђење пред поротом     |
| Гвен Манч                                       | Керол Кејн          | 2009, 13       | 2         | Убиство: Живот на улици              |
| Детектив Рекс Винтерс                           | Скит Улрих          | 2010           | 1         | Ред и закон: Лос Анђелес             |
| ЗОТ Џо Декер                                    | Теренс Хауард       | 2011           | 1         | Ред и закон: Лос Анђелес             |
| Шеф бироа ПОТ-а Мајкл Катер                     | Линус Роуч          | 2011–12        | 4         | Ред и закон                          |
| Поручница Александра Имс                        | Кетрин Ерб          | 2012–13        | 2         | Ред и закон: Злочиначке намере       |
| Отац Шеј                                        | Денис О’Хер         | 2013           | 1         | Ред и закон: Злочиначке намере       |
| Детектив Мелдрик Луис                           | Кларк Џонсон        | 2013           | 1         | Убиство: Живот на улици              |
| Били Лу Хатфилд                                 | Елен Макелдаф       | 2013           | 1         | Убиство: Живот на улици              |
| Помоћница државног тужиоца Кони Рубироза        | Алана де ла Гарза   | 2014           | 1         | Ред и закон Ред и закон: Лос Анђелес |
| Детективка Ерин Линдзи                          | Софија Буш          | 2014–16        | 4         | Чикашки СУП                          |
| Наредник Хенк Војт                              | Џејсон Бег          | 2014–16        | 3         | Чикашки СУП                          |
| Детектив Џеј Халстед                            | Џеси Ли Софтер      | 2014–15        | 2         | Чикашки СУП                          |
| Службеница Ким Бурџес                           | Марина Скерциати    | 2015           | 1         | Чикашки СУП                          |
| Службеник Шон Роман                             | Брајан Герагти      | 2015           | 1         | Чикашки СУП                          |
| Нађа Декотис                                    | Стела Мив           | 2015           | 1         | Чикашки СУП                          |
| Детектив Антонио Досон                          | Џон Сида            | 2016           | 1         | Чикашки СУП                          |
| Поручница Керолин Барек                         | Анабела Скјора      | 2021           | 1         | Ред и закон: Злочиначке намере       |
| Наредница Ајана Бел                             | Данијел Мон Труит   | 2021           | 3         | Ред и закон: Организовани криминал   |
| Детективка Џет Слутмејкерс                      | Енсли Сигер         | 2021           | 1         | Ред и закон: Организовани криминал   |
| Ричард Витли                                    | Дилан Макдермот     | 2021           | 1         | Ред и закон: Организовани криминал   |
| Анђела Витли                                    | Тамара Тејлор       | 2021           | 1         | Ред и закон: Организовани криминал   |
| Ричард Витли мл.                                | Ник Криган          | 2021           | 1         | Ред и закон: Организовани криминал   |